# Osttexas

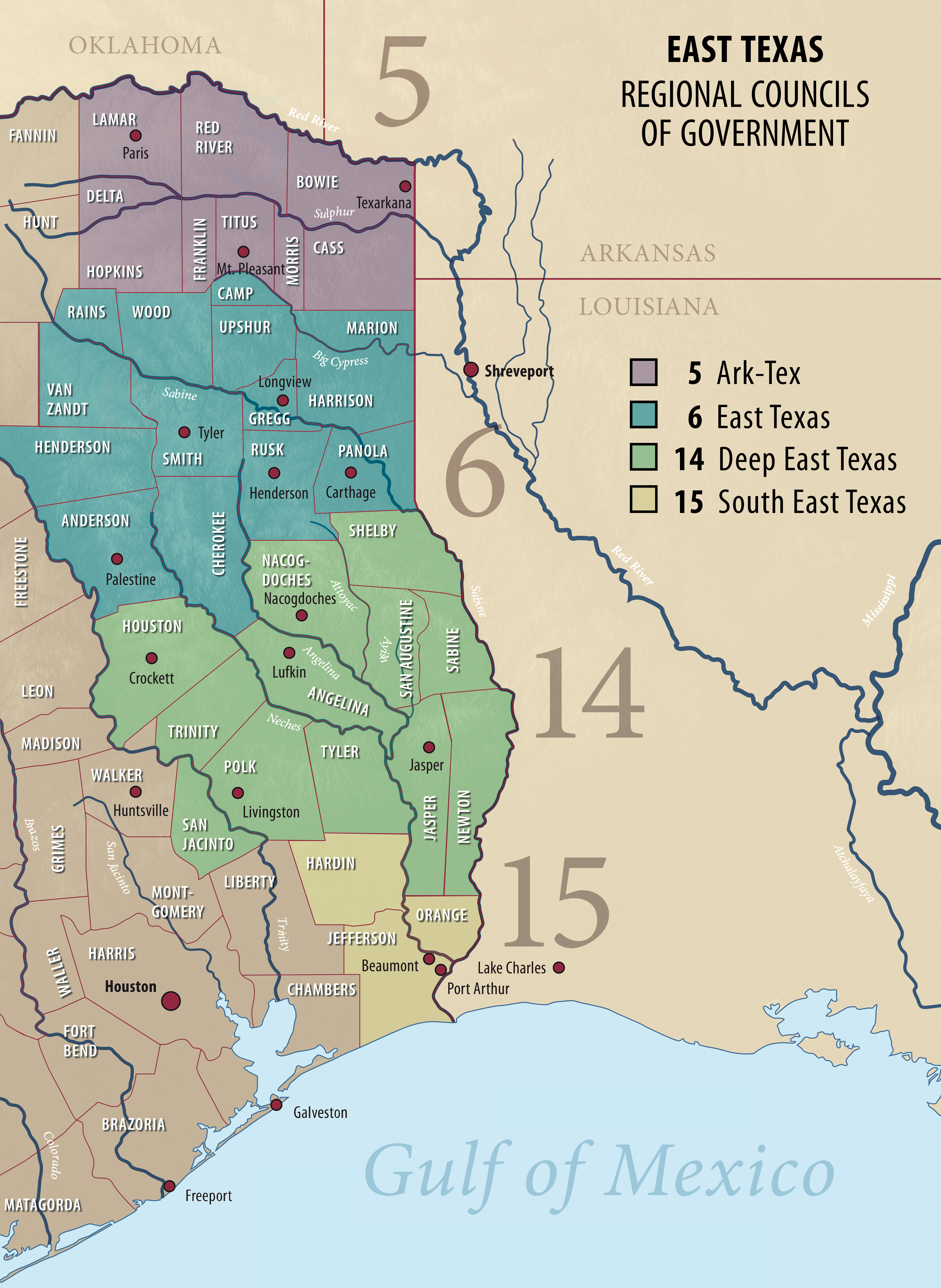
Regionale Untergliederung von Osttexas

Osttexas (mögliche Alternativschreibweise: Ost-Texas, im Englischen: East Texas) ist eine geografische, kulturelle und verwaltungspolitische Region innerhalb des US-Bundesstaats Texas. Gemeinhin wird ihr der westlich der Grenze zu Louisiana sowie Arkansas gelegene Teil des Bundesstaats zugerechnet. Ihr Umfang ist nicht einheitlich festgelegt: Während in einem engen Sinn lediglich die den drei Regionalzusammenschlüssen Ark-Tex, East Texas und Deep East Texas angehörenden Countys hinzugezählt werden, beziehen großzügigere Zuordnungen Teile der nördlichen Golfküste sowie der östlichen Präriegebiet-Ausläufer mit ein. Dominierende Ökoregion sind die von starkem Wald-, vor allem Nadelwaldbewuchs bestimmten Piney Woods. Sowohl die Landschaft als auch die regionale Kultur ähneln stark derjenigen des Tiefen Südens – ein Merkmal, das die Region vom restlichen Texas unterscheidet.
Neben dem Waldreichtum, der schon einen Kontrast bildet zu den offeneren, savannenartigen Landschaften im zentralen, westlichen und südlichen Teil von Texas, unterscheidet sich Osttexas auch durch seine Geschichte stark vom Rest des Bundesstaats. Nicht umsonst gilt die Region als Geburtsstätte des 1836 in einem Krieg unabhängig gewordenen und erst 1845 den USA beigetretenen Staates Texas. Auch wirtschaftlich hat die Region stets eigene Akzente gesetzt, von den Farmen der Pionierära über die Holzabbau-Industrie bis hin zu den reichen Erdölvorkommen, die seit dem Beginn des 20. Jahrhunderts erschlossen wurden. Trotzdem machen sich in der Region zwischenzeitlich unterschiedliche Strukturanpassungsprobleme bemerkbar. Ein Charakteristikum ist nach wie vor die vergleichsweise dünne, ländlich geprägte Besiedlung und ebenso die Tatsache, dass die Region etwas abseits in der weiteren Peripherie der großen texanischen Ballungsräume liegt.

## Geografie

### Binnenaufgliederung

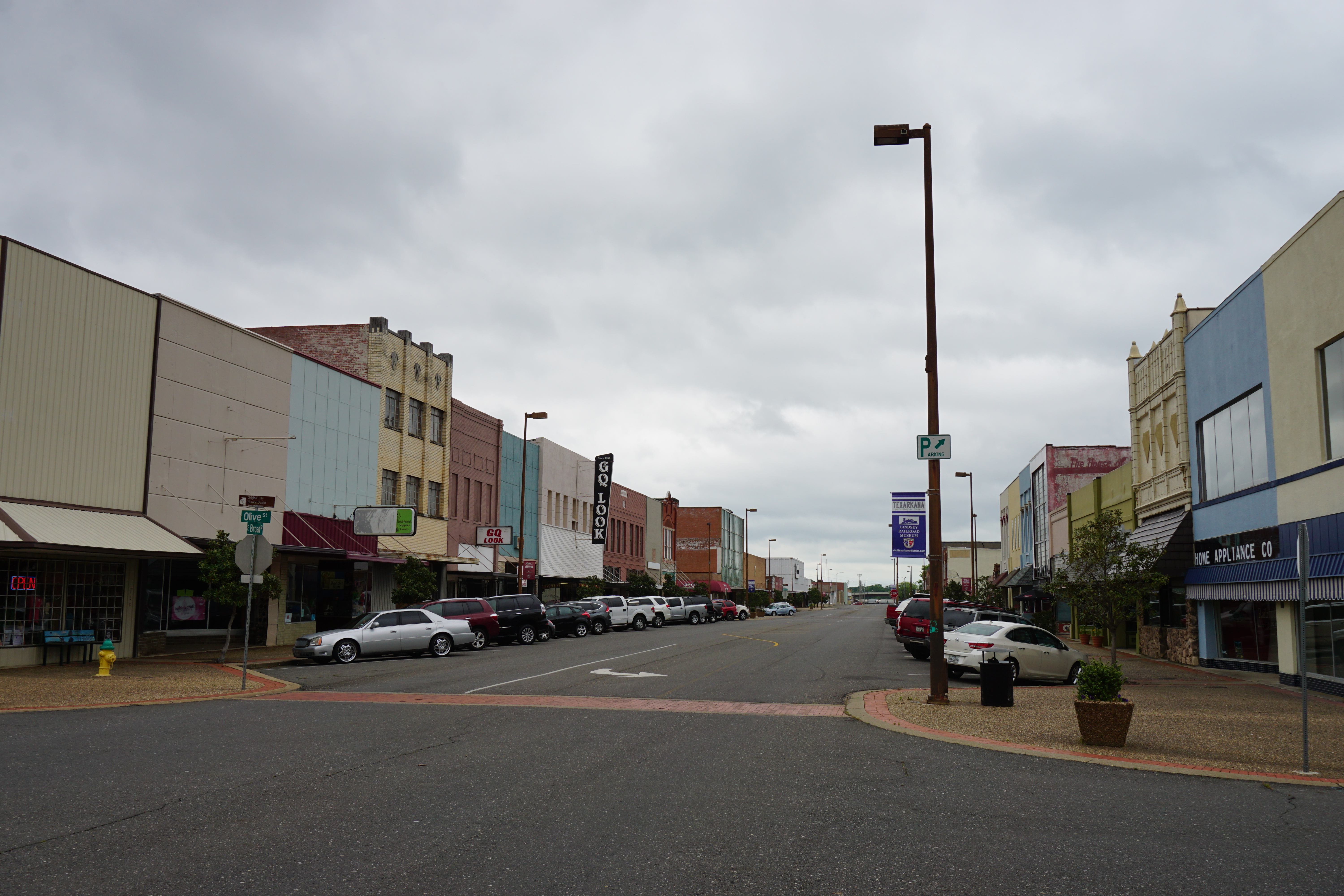
Erstreckt sich über zwei Bundesstaaten: Texarkana

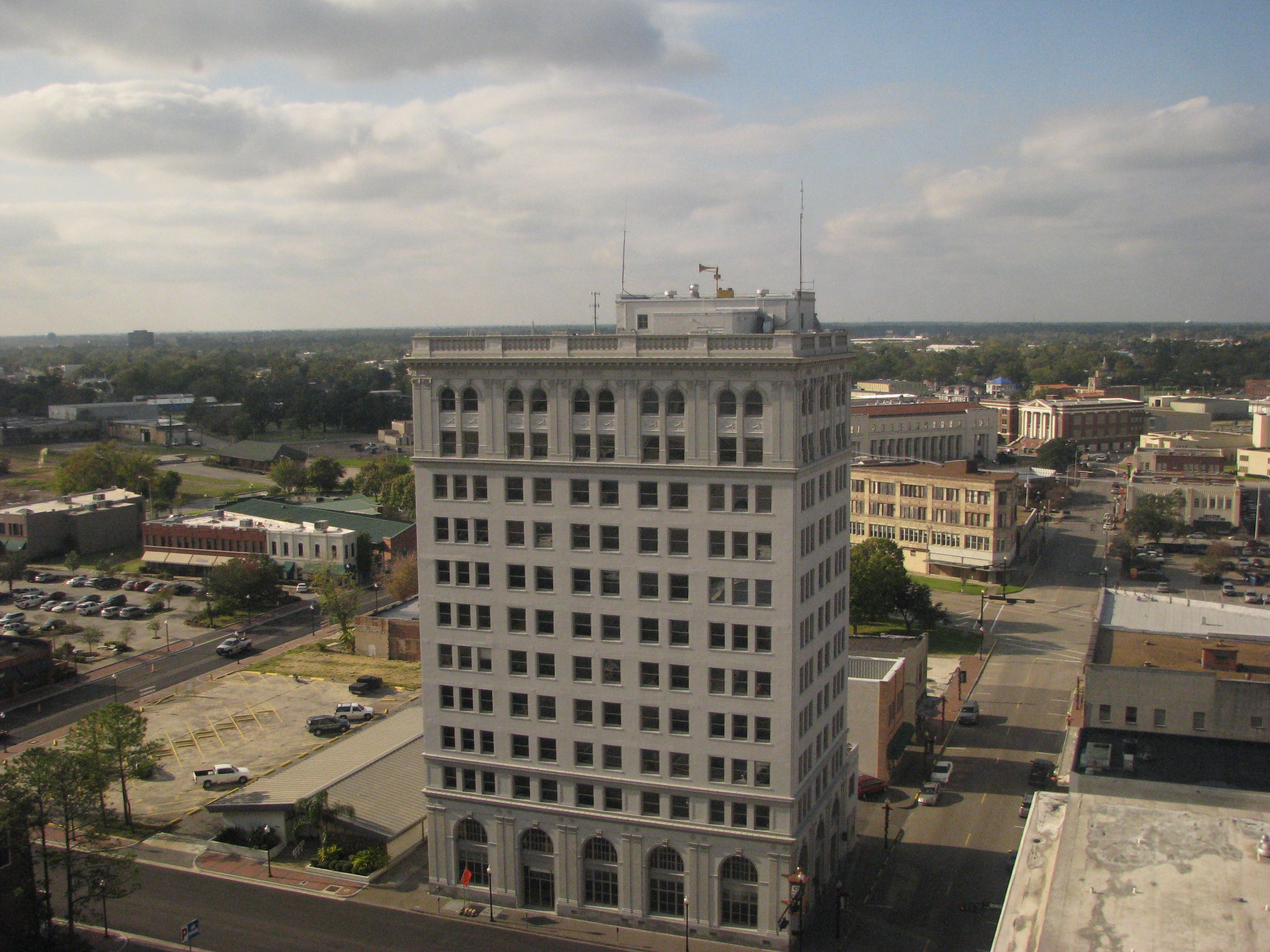
Orleans Building in Beaumont

In der Regel versteht man unter Osttexas den zwischen Trinity River im Westen und Sabine River im Osten gelegenen Teil von Texas. Die Grenzen im Osten und Norden werden von den drei Bundesstaaten Louisiana, Arkansas und Oklahoma vorgegeben. Die Grenze zu Louisiana markiert zu zwei Dritteln der Verlauf des Sabine River, die zu Oklahoma im Norden durchgehend der Red River. Als Grenze zwischen Osttexas und dem Rest des Bundesstaats gilt gemeinhin eine Linie westlich der Countys Lamar, Hopkins, Van Zandt und Henderson bis zum Trinity River, anschließend dessen Verlauf entlang bis zu seiner Einmündung in den Golf von Mexiko.
Auf Landkreisebene werden der Region Osttexas 41 Countys zugerechnet. 38 davon haben sich in den vier Regionalkoordinationen Ark-Tex, East Texas, Deep East Texas und South East Texas zusammengeschlossen. Die vier Regional Councils of Government nehmen planende Funktionen für die jeweilige Region wahr. In Nord-Süd-Länge beträgt ihre Ausdehnung rund 430 Kilometer; die West-Ost-Entfernung an der breitesten Stelle beträgt knapp 200 Kilometer. Die Binnen-Aufgliederung im Detail:
- Ark-Tex: Die nördlichste Region umfasst die neun südlich des Red River gelegenen Countys Cass, Delta, Franklin, Hopkins, Lamar, Morris, Red River, Titus und Bowie. Hinzu kommt das in Arkansas gelegene Miller County. Regionalhauptstadt ist die teils in Arkansas, teils in Texas gelegene Regionalmetropole Texarkana.[3]
- East Texas: Der südlich von Ark-Tex gelegene Teil von Osttexas umfasst die 12 Countys Rains, Wood, Camp, Upshur, Marion, Van Zandt, Smith, Gregg, Harrison, Henderson, Anderson, Cherokee, Rusk und Panola. Council-Regionalhauptstadt ist Kilgore (Rusk County). Größte Städte in dieser Subregion sind Tyler und Longview. Gliederungstechnisch wird Ark-Tex oft mit dieser Subregion zusammen aufgeführt; beide zusammen nehmen grob die Hälfte der Gesamtregion Osttexas in Beschlag.[3]
- Deep East Texas: Die südlich an East Texas anschließende Subregion ist stark ländlich geprägt. Gebildet wird sie von den Countys Shelby, Nacogdoches, Houston, Trinity, Angelina, San Augustine, Sabine, San Jacinto, Polk, Tyler, Jasper und Newton. Regionalhauptstadt ist Jasper. Größere Zentren sind Nacogdoches und Lufkin. Historisch konzentrierten sich in dieser Subregion die frühesten angloamerikanischen Ansiedlungen. Landschaftlich ist die Subregion Teil des Big Thicket, einer verdichteten, infolge Holzschlags zwischenzeitlich jedoch stark zusammengeschrumpften Waldzone am südlichen Ende der Piney-Woods-Region.[3] Der verbliebene Wald genießt als Big Thicket National Preserve besonderen Schutz durch den National Park Service und bildet den einzigen Nationalpark in Osttexas.[4]
- South East Texas: Zu dieser Subregion zählen die drei an der Golfküste liegenden Countys Hardin, Orange und Jefferson. Verglichen mit dem Rest von Osttexas ist die Subregion stark besiedelt. Regionalhauptstadt ist Beaumont. Zusammen mit Port Arthur bildet Beaumont die Beaumont-Port Arthur Metropolitan Statistical Area, das einzige städtische Ballungszentrum in Osttexas. Anders als die restlichen drei Subregionen ist South East Texas stark industrialisiert. Landschaftlich wird sein Aussehen vorwiegend von Küstenprärie geprägt.[3]
- Countys, die einem anderen Regionalverband angehören. Konkret handelt es sich hierbei um die drei Countys Chambers (County Seat: Anahuac), Liberty (County Seat: Liberty) und Walker (County Seat: Huntsville). Alle drei liegen im Südwesten der Region und zählen zum weiteren Einzugsbereich der Metropole Houston.[2] Huntsville, die Hauptstadt des Walker County, ist Sitz der bekannten texanischen Strafvollzugsanstalt Huntsville Unit, die unter anderem als zentrale Einrichtung zur Durchführung der Todesstrafe fungiert.

Landschaftlich-geografische sowie touristische Definitionen der Region weichen von der politischen in einigen Details ab. In ersteren wird Osttexas oft gleichgesetzt mit dem landschaftlich dominierenden Teil, der Pineywoods-Waldregion. Die drei an der Küste liegenden Countys des South East Texas Councils firmieren bei dieser Definition meist als Teil der Golfküstenregion. Die westliche Abgrenzung zum restlichen Texas ist ebenfalls uneinheitlich. So werden Teile der Ark-Tex-Subregion oftmals dem Gebiet der Blackland Prairie zugeschlagen, einem landwirtschaftlich besonders ergiebigen Präriestreifen mit der Metropolregion Dallas-Fort Worth im Zentrum. Besonders uneinheitlich wird die Zuordnung der drei in Golfküstennähe gelegenen Countys gehandhabt. Wahlweise werden sie entweder Osttexas oder aber dem texanischen Teil der Golfküstenregion zugerechnet.
Die Landfläche der Region beläuft sich auf 71.422 km². Zusammen rund 50.000 davon entfallen auf die beiden Subregionen East Texas und Deep East Texas, rund 15.000 auf Ark-Tex und rund 5.500 km² auf South East Texas. Vom gesamten Bundesstaat nimmt die Fläche von Osttexas gut ein Zehntel ein. Die Grenzen der in den vier Regionalcouncils zusammengeschlossenen Countys erfuhren letztmals 1875 Feinkorrekturen. Einige kleinere Gebiete avancierten dabei zu eigenständigen Bezirken: Camp wurde von Upshur abgetrennt, Franklin und Morris von Titus. Kleinstes County in der Region ist Camp (Region East Texas; 513 km²), das größte das am westlichen Rand gelegene Houston (Region East Texas; 3.188 km²).

### Landschaftliche Merkmale

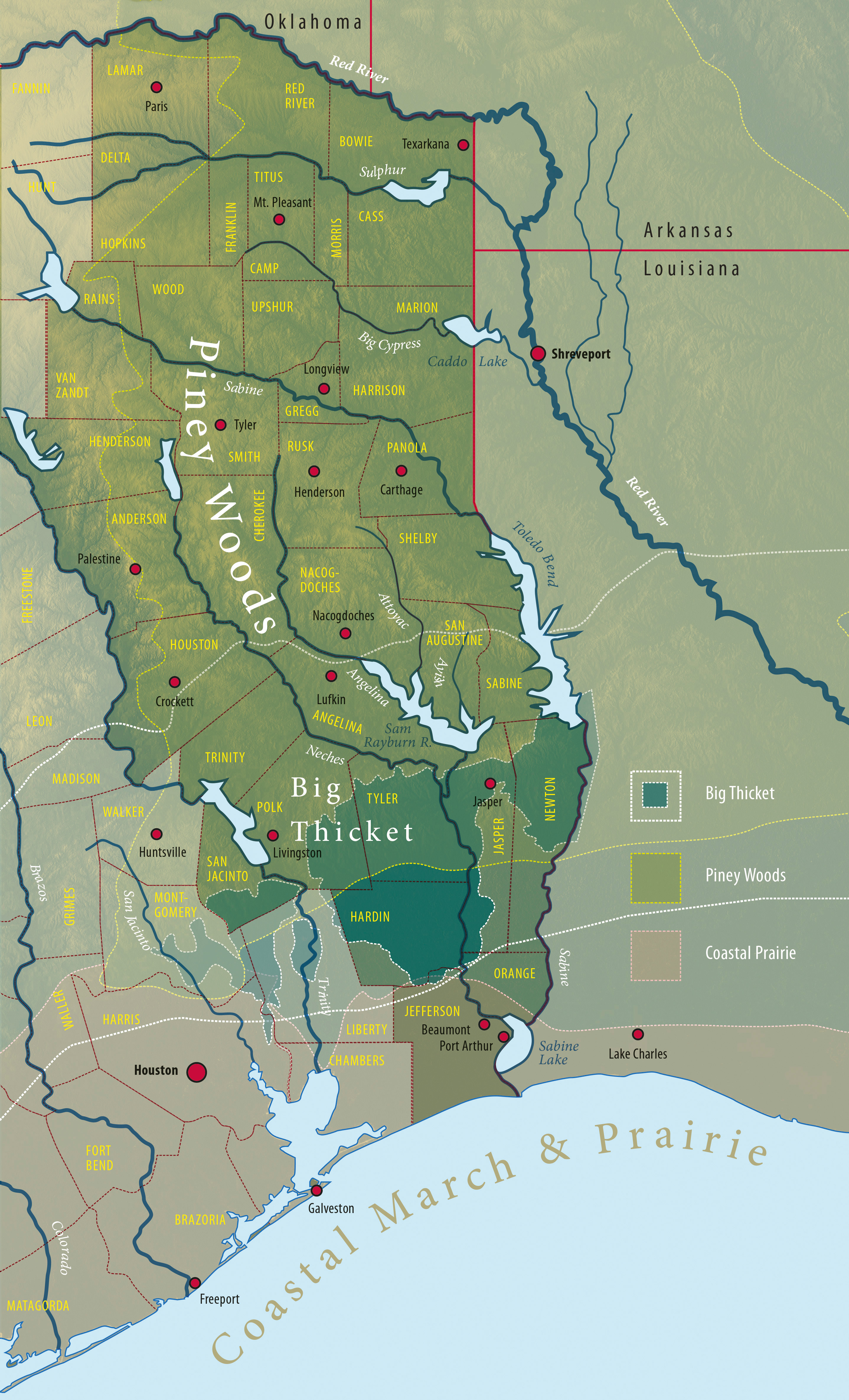
Landschaftszonen in Osttexas

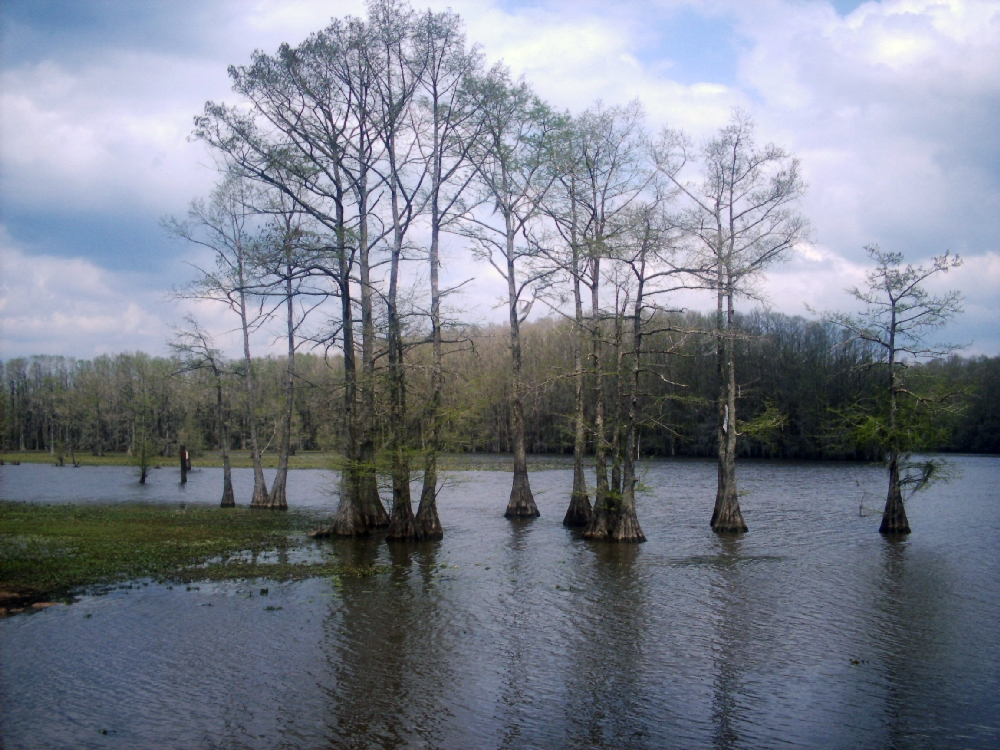
Piney-Wood-Landschaft am Caddo Lake

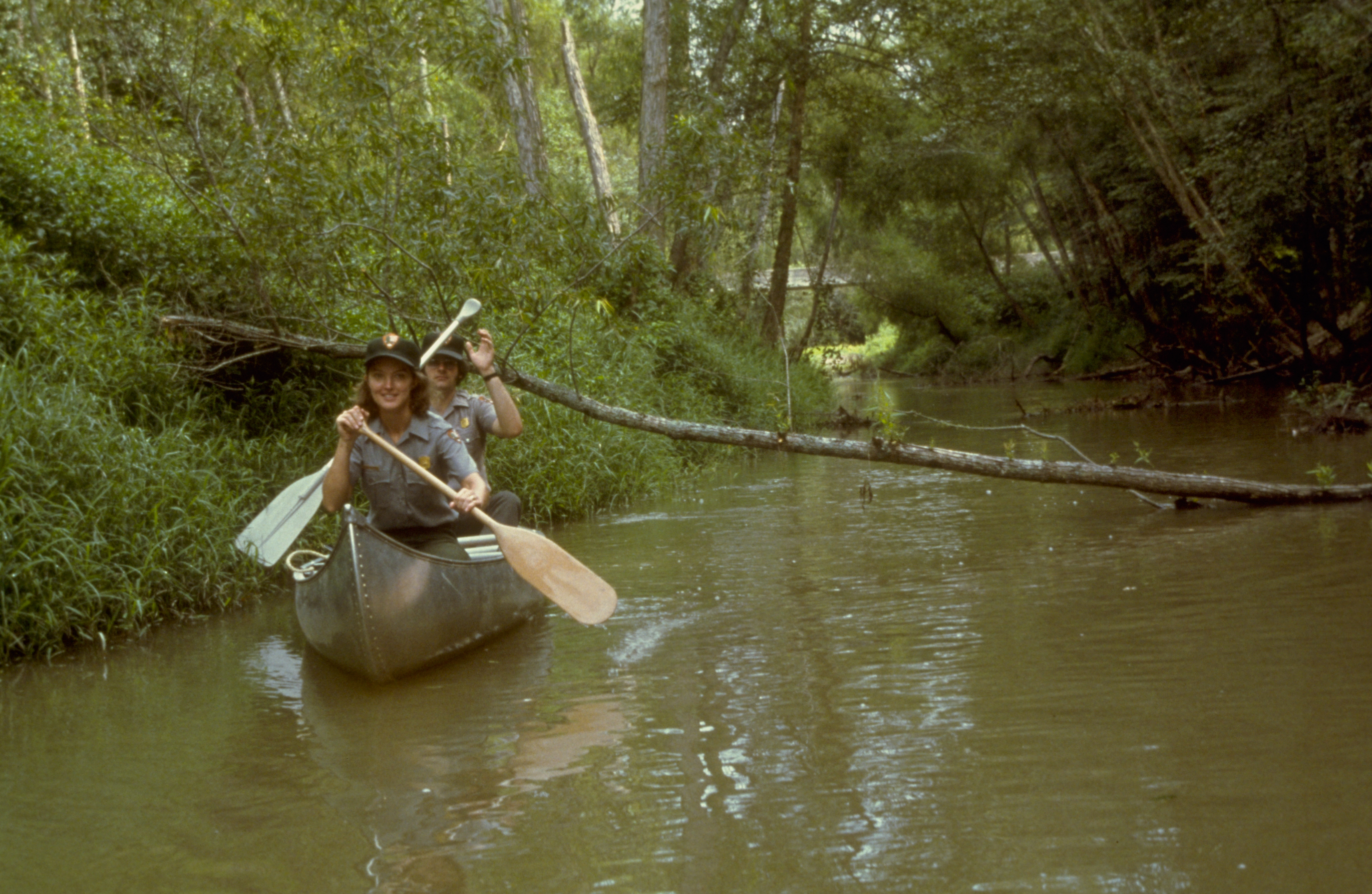
Bayou-Landschaft im Big Thicket

Vorherrschende Landschaft sind die Piney Woods oder auch East Texas Timberlands: eine flache bis leicht hügelige, waldreiche Region, die von einer kleinteiligen Flusslandschaft sowie zahlreichen natürlichen sowie künstlich geschaffenen Seen bestimmt wird. Landschaftsgeografisch bilden die Piney Woods das westliche Ende der Südstaaten-Waldlandschaft. Die Gesamtfläche der Piney Woods beträgt 141.000 km²; der texanische Anteil daran beläuft sich auf über 61.000 km². Kern des südlichen Teils dieser Großlandschaft ist der sogenannte Big Thicket – eine verdichtete Waldzone, die sich historisch bis zum Brazos River zog und stark von den dort präsenten Stehgewässern und Bayous bestimmt wurde. Durch extensiven Holzschlag wurde der „dichte Vorhang“ allerdings stark in seiner Ausdehnung reduziert. Die Merkmale dieser speziellen Ökoregion sind heute nur noch in einigen südlichen Countys der Subregion Deep East Texas zu finden.
Im unmittelbaren Küstenbereich ist die Coastal Prärie oder Küstenprärie das bestimmende Landschaftsmerkmal – im Golfgebiet des Sabine River auch durchsetzt mit sumpfigem Marschland. Im Westen geht die Landschaft der Region über in die Blackland Prairie sowie die Post Oak Area – weitgehend offene Prärie- und Savannengebiete, die günstige Bedingungen für Ackerbau und Viehzucht liefern. Teil dieser westlichen Übergangszone sind die Countys Lamar, Delta, Hopkins, Van Zandt, Henderson und Anderson. Die Pineywoods-Region wiederum – der dominierende, circa 80 % der Fläche umfassende Kern von Osttexas – setzt sich in den östlich gelegenen Bundesstaaten Louisiana und Arkansas fort.
Kleinlandschaftlich wird Osttexas durch den Verlauf mehrerer Flüsse strukturiert. Neben Trinity und Sabine, deren Verlauf die Region begrenzt, sind dies der Neches River, der Angelina River, der Big Cypress und der Sulphur River. Neches und Angelina River gehören zum Flussnetz des Sabine River. Der Angelina River mündet in den Neches River, dieser wiederum in den Sabine River, der nach Durchqueren von Sabine Lake und Sabine Pass in den Golf von Mexiko einmündet. Big Cypress und Sulphur wiederum gehören zum Flussnetz des Red River, der in Louisiana in den Mississippi einmündet. Bezeichnend für die osttexanische Landschaft sind die vielen Stehgewässer (auch Bayous genannt) sowie Süßwasser-Seen. Bedeutende Stauseen sind das Sam Rayburn Reservoir und das Toledo Bend Reservoir. Sie regulieren die Wasserzufuhr der beiden Flüsse Angelina River und Sabine River und sind sowohl für die Wasserversorgung als auch die Energiegewinnung wichtige Faktoren.
Die Landschaft innerhalb der Großregion ist weitgehend flach. Die durchschnittliche Höhe über dem Meeresspiegel bewegt sich von wenigen Metern bis circa 150 Meter. Die Böden in Flussnähe sind von sandig-lehmiger Konsistenz; die Böden in den höheren Lagen wiederum sind besonders gut für Ackerbau geeignet. Natürliche Reichtümer der Region sind zum einen ihr Holzbestand, zum anderen Erdöl- und Erdgasvorkommen, welche ab Ende des 19. Jahrhunderts zunehmend erschlossen wurden. Das East Texas Oil Field im westlichen Zentrum der Region ist das zweitgrößte Binnenland-Ölfeld der USA. Ein weiteres für die Region bestimmendes Ölfeld ist das Spindletop Oilfield am Golf, dessen Erschließung ab 1901 den Beginn der industriellen Ölförderung in Osttexas wesentlich mit markierte.

### Flora und Fauna

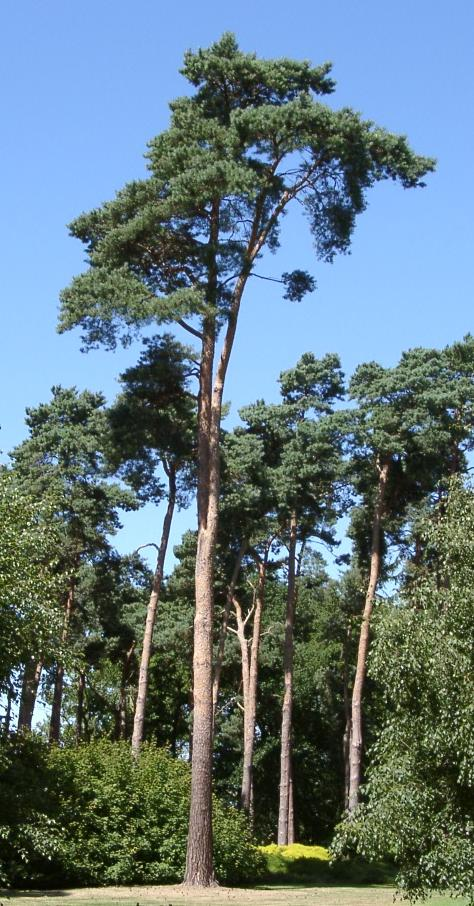
Vorherrschende Baumart der Piney-Woods-Region: Kiefern

Die Flora des osttexanischen Piney-Woods-Kerngebiets ist stark von Hartholzgewächsen geprägt: Wie der Name Piney Woods (übersetzt: Kiefernwälder) bereits andeutet, dominieren vor allem Kieferngewächse. Dominierende Gewächse sind Kiefern, Harthölzer, Hickorybäume sowie Eichen. Mit unterschiedlicher Verteilung lassen sich drei Typen von Kiefernwäldern lokalisieren:
- Sumpfkieferwälder. Sie sind Teil des südöstlichen Waldgebiets, welches sich in seiner ursprünglichen Form von Virginia bis nach Osttexas erstreckte. Die ursprünglichen Bestände sind mittlerweile stark zurückgedrängt und wurden größtenteils durch gemischte, aus Laub- und Kiefernbeständen zusammengesetzte Bestände ersetzt. Sie sind vor allem im südlichen Zentrum der Region die vorherrschende Waldform.[15]
- Laubkieferwälder. Vorwiegend in höheren Lagen heimische Waldbestände, in denen kurzblättrige Kiefern dominieren. Auch hier hat sich im Lauf der Zeit ein Mischbewuchs aus Kiefern und Laubbaumbeständen etabliert.[15]
- Mischwälder aus Kiefern und Laubholzbäumen. Entstehungsgeschichtlich traten sie vor allem an Hängen, steilen Schluchten, an Nebenflüssen sowie ähnlich topografisch markanten Stellen auf, vorzugsweise dort, wo die Brandgefahr begrenzt war. Die vorherrschenden Kiefernwälder entwickelten sich hier nicht in reiner Form, sondern waren durchsetzt mit Beständen anderer Arten wie Weißeichen, Roteichen oder Seesternbäumen. Die beiden letztgenannten Waldformen dominieren vor allem im nördlichen Teil der Region.[15]

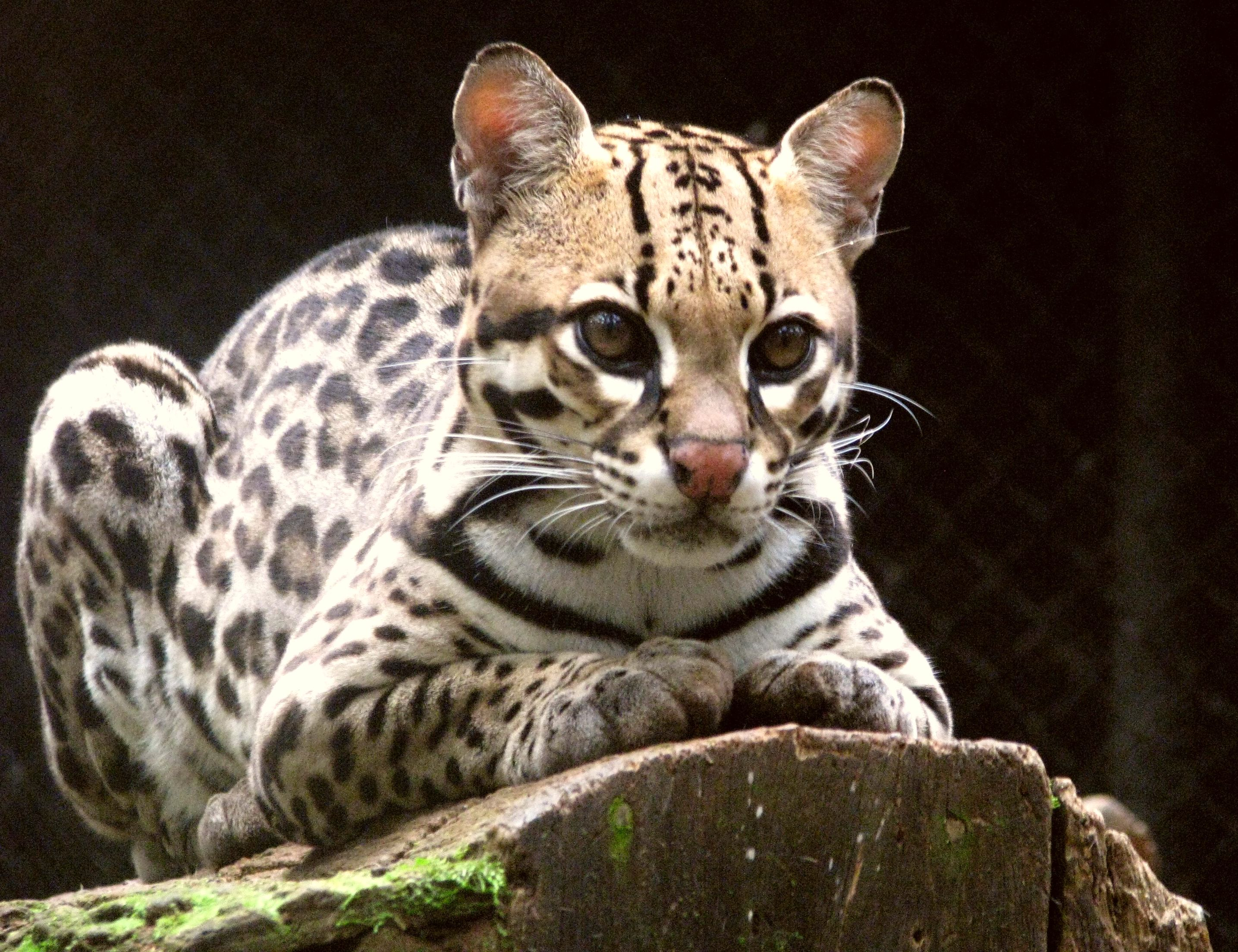
Im Big Thicket in früheren Zeiten heimisch gewesen: der Ozelot

Illustrated Flora of East Texas, eine als Standard geltende Publikation zu Flora und Botanik in der Region, weist vor allem dem Caddo Lake sowie den noch bestehenden Big-Thicket-Reservaten einen in Sachen Flora hervorstechenden Charakter zu. Der Caddo Lake sei unter anderem bemerkenswert aufgrund der dort in größerer Zahl heimischen Sumpfzypressen. Der Big Thicket wiederum sei ein Sonderfall aufgrund seines urzeitlichen, unbehauenen Zustands sowie der dort anzutreffenden Artenvielfalt. Insgesamt hat die menschliche Einflussnahme auch die osttexanische Waldlandschaft deutlich verändert: Holzschlag sowie Weidewirtschaft haben vielerorts zu einer Zunahme von Unterholz geführt, welche das Wachstum von Hartholzgewächsen unterdrücken. Gegenmaßnahmen hier sind ein Zurückfahren des Holzschlags sowie das Anlegen von Wiesen, welche den Baumwuchs nicht behindern.
Von den in der Region verbreiteten Grasarten sind eine Reihe auf dem gesamten nordamerikanischen Kontinent verbreitet, darunter Bermudagras und Indian Grass. Andere wie zum Beispiel Bahia-Gras, Longleaf Uniola oder Maidencane finden sich lediglich im südwestlichen US-Waldgürtel. Typische Futterpflanzen für die Weidewirtschaft sind Savannengräser aus der Gattung der Andropogon-Gräser, Queckengräser, Rispenhirse-Gewächse, Nadelgräser, Liebesgräser sowie andere Arten von Süßgräsern. Für die Region typisch sind darüber hinaus Sperrkrautgewächse, Schlauchpflanzengewächse wie etwa die Blasse Schlauchpflanze sowie Malvengewächse. Typische Blumenarten sind unter anderem Lupinen und Götterblumen.
Bei den Tierarten gilt es ebenfalls zu unterscheiden zwischen solchen, die (mehr oder weniger) auf dem gesamten Kontinent heimisch sind, und solchen, die vorzugsweise in der Region vorkommen. Wie in den meisten Waldgebieten auf der nördlichen Erdhalbkugel leben auch in Osttexas zahlreiche Arten, die für diese Vegetationszone typisch sind, wie etwa Rehe, Füchse, Kaninchen und Wachteln. Bären zählten bis vor einiger Zeit weniger zur einheimischen Fauna; zwischenzeitlich sind jedoch einige Spezies aus anderen Bundesstaaten zugezogen. Typische Tierarten für die Region sind Silberdachse, der Schwarzschulter-Abendsegler (eine Fledermausart) sowie das Sumpfkaninchen, eine in der Region heimische Kaninchenart. Weitere in der Pineywoods-Region heimische Tierarten sind Wassermokassinottern, Spechte, Florida-Waldkaninchen, Hörnchen sowie Opossums, eine auf dem amerikanischen Kontinent weitverbreitete Beutelratten-Art. In den südlichen Naturreservaten des Big Thicket haben einige Arten ihr Rückzugshabitat gefunden. Die Harris County Historical Commission führt auf ihrer Webseite unter anderem folgende Arten auf: Weißkopfseeadler, Houston-Kröte, Nordamerikanischer Fischotter, texanische Horneidechse und den Waldstorch.
| City           | County      | Subregion        | E       |
| -------------- | ----------- | ---------------- | ------- |
| Paris          | Lamar       | Ark-Tex          | 24.936  |
| Texarkana      | Bowie       | Ark-Tex          | 37.389  |
| Mount Pleasant | Titus       | Ark-Tex          | 16.115  |
| Tyler          | Smith       | East Texas       | 101.946 |
| Marshall       | Harrison    | East Texas       | 23.651  |
| Longview       | Gregg       | East Texas       | 82.184  |
| Henderson      | Rusk        | East Texas       | 13.587  |
| Kilgore        | Rusk        | East Texas       | 14.658  |
| Carthage       | Panola      | East Texas       | 6.828   |
| Palestine      | Anderson    | East Texas       | 18.456  |
| Nacogdoches    | Nacogdoches | Deep East Texas  | 33.789  |
| Lufkin         | Angelina    | Deep East Texas  | 36.112  |
| Jasper         | Jasper      | Deep East Texas  | 7.663   |
| Livingston     | Polk        | Deep East Texas  | 8.012   |
| Beaumont       | Jefferson   | South East Texas | 117.729 |
| Port Arthur    | Jefferson   | South East Texas | 54.913  |

### Besiedlung und Verkehrsnetz
Die Besiedlung ist in weiten Teilen von Osttexas ländlich geprägt. Die Einwohnerdichte pro Quadratkilometer liegt in weiten Gebieten im einstelligen bis unteren zweistelligen Bereich. Die Einwohnerzahl der größeren Städte (US-Bezeichnung: Citys) zwischen 10.000 und 50.000 entspricht ungefähr deutschem Mittelstadt-Niveau. Herausragende Regionalzentren sind Beaumont (über 115.000 Einwohner), Tyler (über 100.000), Longview (82.000), Texarkana (38.000) und Lufkin (36.000). Mittel- und Kleinstädte wie Nacogdoches oder San Augustine haben zwar eine vergleichsweise geringe Einwohnerzahl. Die ehemaligen Zentren der Pionierära gelten allerdings als Sinnbilder einer traditionsreichen Vergangenheit.
Als Transferregion zwischen den östlich gelegenen Bundesstaaten und dem texanischen Kernland verfügt Osttexas über ein gut ausgebautes überregionales Fernstraßen-Verbindungsstraßennetz. Wichtige Durchfahrstrecken im Norden sind die Interstate 30 (Dallas – Texarkana – Little Rock) und die Interstate 20 (Dallas – Longview – Shreveport). Im Süden führt die von San Antonio bis New Orleans führende Interstate 10 durch die Countys Jefferson und Orange. In Nord-Süd-Richtung kommen kürzere überregionale Verbindungswege hinzu. Wie in ganz Texas gängig, wird das Straßennetz ergänzt durch sogenannte Farm-to-Market-Roads, Landstraßen, die das agrarische Umland an die regionalen Zentren anbinden.
Verglichen mit Südtexas sowie der westlichen Hälfte des Bundesstaats ist das Eisenbahnnetz von Osttexas gut entwickelt. Lediglich die drei Ballungsgebiete Fort Worth–Dallas, Austin–San Antonio und Houston verfügen über ein dichter ausgebautes Streckennetz. Das Gros der Linien wird von der Union Pacific Railroad betrieben, einem der beiden großen Anbieter im Westen der USA. Die UP unterhält in Osttexas ein halbes Dutzend größerer Linien. Diesen fahren – entweder in West-Ost- oder Südwest-Nordost-Richtung – die meisten Zentren der Region an und verbinden sie mit den texanischen Ballungsräumen sowie dem Nachbarstaat Louisiana. Zweiter großer Anbieter ist die in Fort Worth beheimatete BNSF Railway. Die von ihr bediente Strecke von Beaumont nach Longview führt an der Ostseite der Region entlang und ist die wichtigste Nord-Süd-Verbindung. Eine weitere längere Strecke wird von der Kansas City Southern Railway (KCS) unterhalten. Sie führt – von Dallas–Fort Worth kommend – durch den Norden der Region und endet ebenfalls in Louisiana.
Osttexas verfügt über zwei überregional bedeutende Flughäfen: den Jack Brooks Regional Airport in Beaumont und den East Texas Regional Airport in Longview. Kleinere Flugplätze haben unter anderem die Städte Texarkana, Paris, Marshall, Tyler, Henderson, Nacogdoches, Lufkin, Jasper und Orange.

### Klima

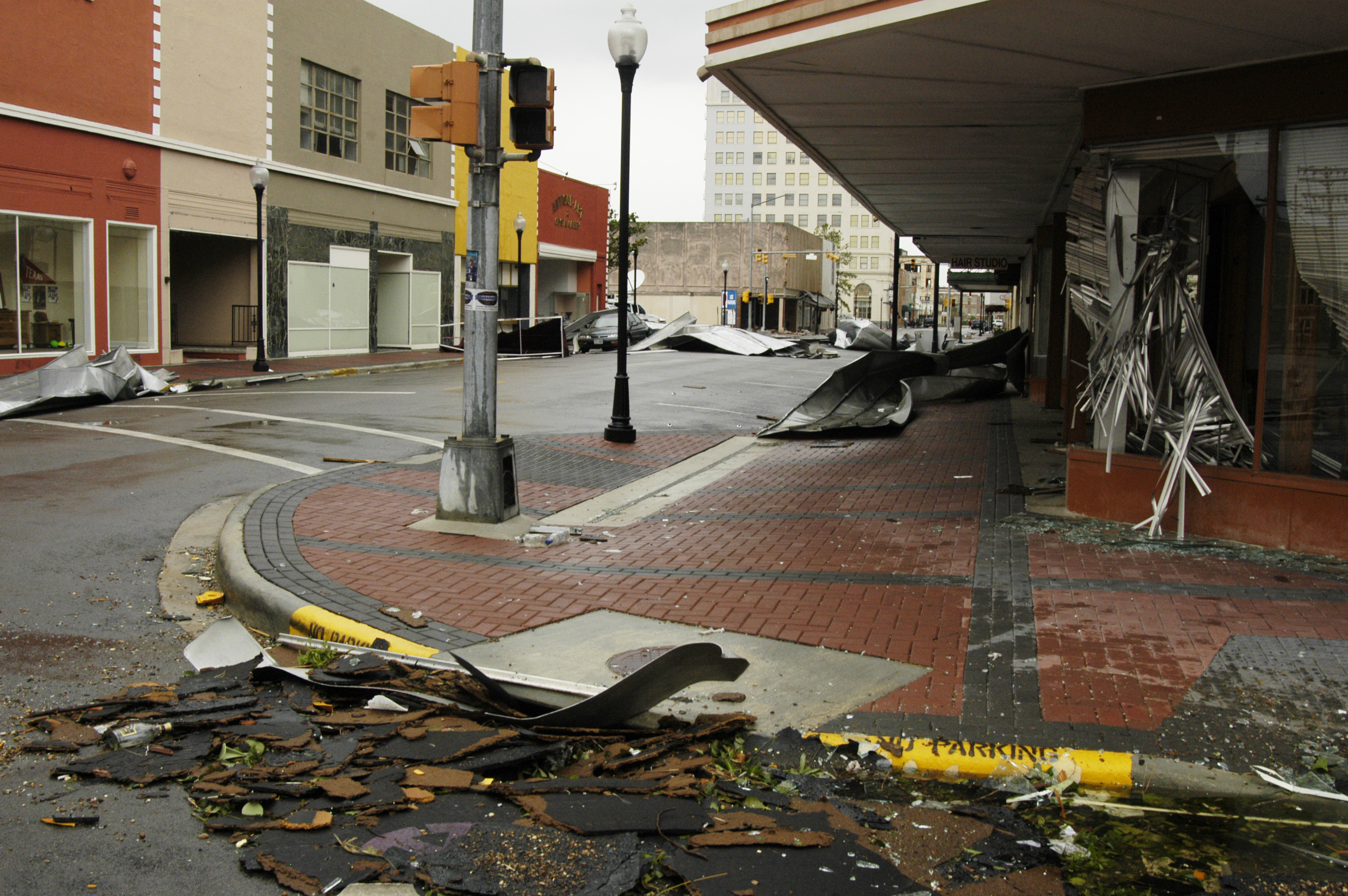
Beaumont: Schäden beim Hurrikan Gustav (2008)

Die Großwetterlage in Osttexas wird von zwei Extremen bestimmt, welche das Klima in weiten Teilen des Mittleren Westens bestimmen. Zum einen sind dies subarktische Kaltmassen, welche sich im kontinentalen Nordteil Nordamerikas aufbauen und die durch die offenen Präriegebiete des Mittelwestens frei nach Süden durchziehen können. Den Gegenpol bilden die subtropischen Klimakonstallationen entlang des Golfs von Mexiko. Das vorherrschende Klima in der Region ist subtropisch. Typisch ist eine – im gesamten US-Südosten vorherrschende – feucht-subtropische Wetter- und Temperaturlage, die gelegentlich durch das Eindringen kalter Luft aus dem Norden unterbrochen wird. Normal für die Region sind milde Winter (Durchschnittstemperatur im Januar zwischen 7 °C und 9 °C) sowie warme Sommer mit Höchsttemperaturen von rund 34 °C im August. Besonders die Wintertemperaturen variieren und nehmen von Norden nach Süden leicht zu (Höchsttemperaturen Januar für Texarkana, Lufkin und Beaumont: 12,3 °C, 15,4 °C und 16,4 °C). Die Niederschlagsmengen liegen im Durchschnitt für Gesamt-Texas. Der monatliche Durchschnitt variiert zwischen 66 mm im April und Juli und 127 mm im November (Werte für Lufkin). An der Golfküste sind die Monate Mai bis Juli sowie September und Oktober die regenreichsten. Die Werte für Beaumont in den aufgeführten Monaten betragen 132, 183, 157, 161 und 141 mm.
Die in der Großregion häufig auftretenden Hurrikane und Tornados tangieren auch das Gebiet von East Texas. Von Hurrikanen werden speziell die im Einzugsbereich der Golfregion gelegenen Countys Jefferson und Orange regelmäßig in Mitleidenschaft gezogen. So richteten die Hurrikane Rita (2005) und Gustav (2008) in der Region um Beaumont zum Teil beträchtliche Zerstörungen an. Obwohl Osttexas eher am Rand des Tornado-Korridors im mittleren US-Westen – des sogenannten Tornado Alley – liegt, sorgen kleinere und größere Wirbelstürme regelmäßig für Schlagzeilen. Besonders schwerwiegende Zerstörungen kann die Kombination aus beiden Sturmarten verursachen, wie es 1961 beim Hurrikan Carla der Fall war: Der Hurrikan löste rund zwei Dutzend zusätzlicher Wirbelstürme aus, die weitere Zerstörungen anrichteten.
|                       | Jan   | Feb  | Mär  | Apr  | Mai   | Jun   | Jul  | Aug  | Sep   | Okt   | Nov   | Dez   |   |      |
| Mittl. Tagesmax. (°C) | 15,4  | 17,7 | 21,8 | 25,7 | 29,4  | 32,4  | 34,1 | 34,5 | 31,5  | 26,6  | 20,9  | 16,1  | ⌀ | 25,5 |
| Mittl. Tagesmin. (°C) | 3,5   | 5,4  | 8,8  | 12,7 | 17,6  | 21    | 22,3 | 21,9 | 18,9  | 13,2  | 8,3   | 4,1   | ⌀ | 13,2 |
|                       |       |      |      |      |       |       |      |      |       |       |       |       |   |      |
| Niederschlag (mm)     | 106,0 | 98,0 | 96,0 | 77,0 | 118,0 | 119,0 | 77,0 | 85,0 | 104,0 | 123,0 | 127,0 | 113,0 | Σ | 1243 |

| 3,5 |

| 5,4 |

| 8,8 |

| 12,7 |

| 17,6 |

| 21 |

| 22,3 |

| 21,9 |

| 18,9 |

| 13,2 |

| 8,3 |

| 4,1 |

| 3,5 |

| 5,4 |

| 8,8 |

| 12,7 |

| 17,6 |

| 21 |

| 22,3 |

| 21,9 |

| 18,9 |

| 13,2 |

| 8,3 |

| 4,1 |

## Geschichte

### Indianische, spanische und mexikanische Periode

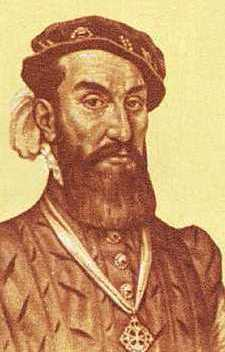
Cabeza de Vaca

Vor der Ankunft europäischer Entdecker wurden die Großregion von Osttexas sowie die darum liegenden heutigen Bundesstaaten vor allem von Angehörigen der Caddo-Volksgruppe bewohnt. Weitere bedeutsame Indianerstämme waren die Atakapa und die Karankawa. Erstere siedelten vor allem in der Region des Big Thicket, Letztere entlang der texanischen Golfküste. Die von den Caddo-Völkern etablierte Mississippi-Kultur hatte auch in der osttexanischen Region Anstoß gegeben hin zu einer vorwiegend sesshaften, Ackerbau betreibenden Lebensweise. Erste spanische Entdeckungsreisen streiften die Region im 16. Jahrhundert – etwa die von Álvarez de Pineda, der mit seinen Schiffen 1519 die Golfküste entlangsegelte, die gescheiterte Erkundungsreise von Álvar Núñez Cabeza de Vaca 1528 oder die Expedition des Konquistadors Luis de Moscoso, der als Nachfolger Hernando de Sotos 1542 Osttexas erstmals passierte. Die Administration des Vizekönigreichs Neuspanien zeigte an der Region lange Zeit wenig Interesse. In der ersten Hälfte des 18. Jahrhunderts errichteten die Spanier in dem Gebiet eine Reihe von Missionsstationen. In der zweiten Hälfte des 18. Jahrhunderts setzte langsam eine Besiedlung ein. Aus dieser Zeit resultiert die Gründung der ältesten Stadt in Osttexas – Nacogdoches. Zur infrastrukturellen Verbindung mit dem Norden Kernmexikos entwickelte sich der Camino Real de los Tejas – eine Handelsstraße, die von Natchitoches im Louisiana-Gebiet bis in die nordmexikanische Provinz Coahuila führte.

Caddo-Indianerin (fotografiert 1906)

Weitere europäische Akteure in der Großregion waren Franzosen – ehemalige Bewohner der französischen Louisiana-Kolonie. Für das neuspanische Königreich stellten sie indes keine Bedrohung dar: Das nördlich an Neuspanien angrenzende Louisiana-Territorium war 1763 an Spanien gefallen und die französischsprachige Population war in der Region stets gering. Eine grundsätzliche Veränderung ergab sich erst zu Anfang des 19. Jahrhunderts: durch den Louisiana Purchase, als das – von spanischem wieder in französischen Besitz zurückgefallene – Territorium in den Besitz der USA gelangte. Nach der Unabhängigkeit 1821 unternahm die mexikanische Regierung verstärkte Anstrengungen, die bislang weitgehend brachliegende Nordregion zu besiedeln. Da der Anreiz für mexikanische Siedler, sich weitab des mexikanischen Kerngebiets niederzulassen, gering war, erteilte die mexikanische Regierung zunehmend Landkonzessionen an US-amerikanische Siedlungsbegründer. In deren Zug entstanden die ersten angelsächsischen Kolonien in Texas. Etabliertes Schema dieser Landgebungen war, dass die mexikanische Regierung die Besiedlungserlaubnis für ein bestimmtes Gebiet erteilte, die Konzessionsnehmer – sogenannte Empresarios – wiederum dafür Sorge trugen, das zugeteilte Gebiet mit Neuzuzöglingen zu besiedeln.
Obwohl die größte Kolonie – die von Stephen F. Austin – südwestlich von Osttexas lag, entwickelte sich Osttexas zu einem wichtigen Zentrum angelsächsischer Ansiedlungen. Einige dieser frühen Siedlungskolonien – etwa die von Lorenzo de Zavala oder die von Eugen Vehlein – lagen gänzlich in der osttexanischen Region, andere – wie die der Empresarios Frost Thorn und William T. Burnet – teilweise. Verstärkt wurde die unübersichtliche Situation durch zwei weitere Faktoren: Zum einen die als Pufferzone zwischen den USA und Mexiko eingerichtete, auch als Sabine Free State bezeichnete „Neutral Ground“ an der Ostgrenze des Gebiets, die als Anziehungspunkt für Gesetzlose, Landspekulanten und Abenteurer fungierte, zum anderen die schwankende Haltung der mexikanischen Zentralregierung zu den neuen Kolonisten. Speziell in der Region rund um das mexikanische Verwaltungszentrum Nacogdoches hatte es bereits seit den 1810er-Jahren mehrere Versuche gegeben, texanische Gebiete aus dem neuspanischen bzw. mexikanischen Staatsverband herauszubrechen. Die Separationsbestrebungen dort kulminierten in einer weiteren kurzzeitigen, isolierten Erhebung – der Fredonian Rebellion 1828. Eine Wende im Sinn der nach mehr Autonomie strebenden Siedler brachte die Schlacht von Nacogdoches 1832, welche die mexikanische Militärpräsenz in der Region de facto beendete.

### 1836 bis 1900

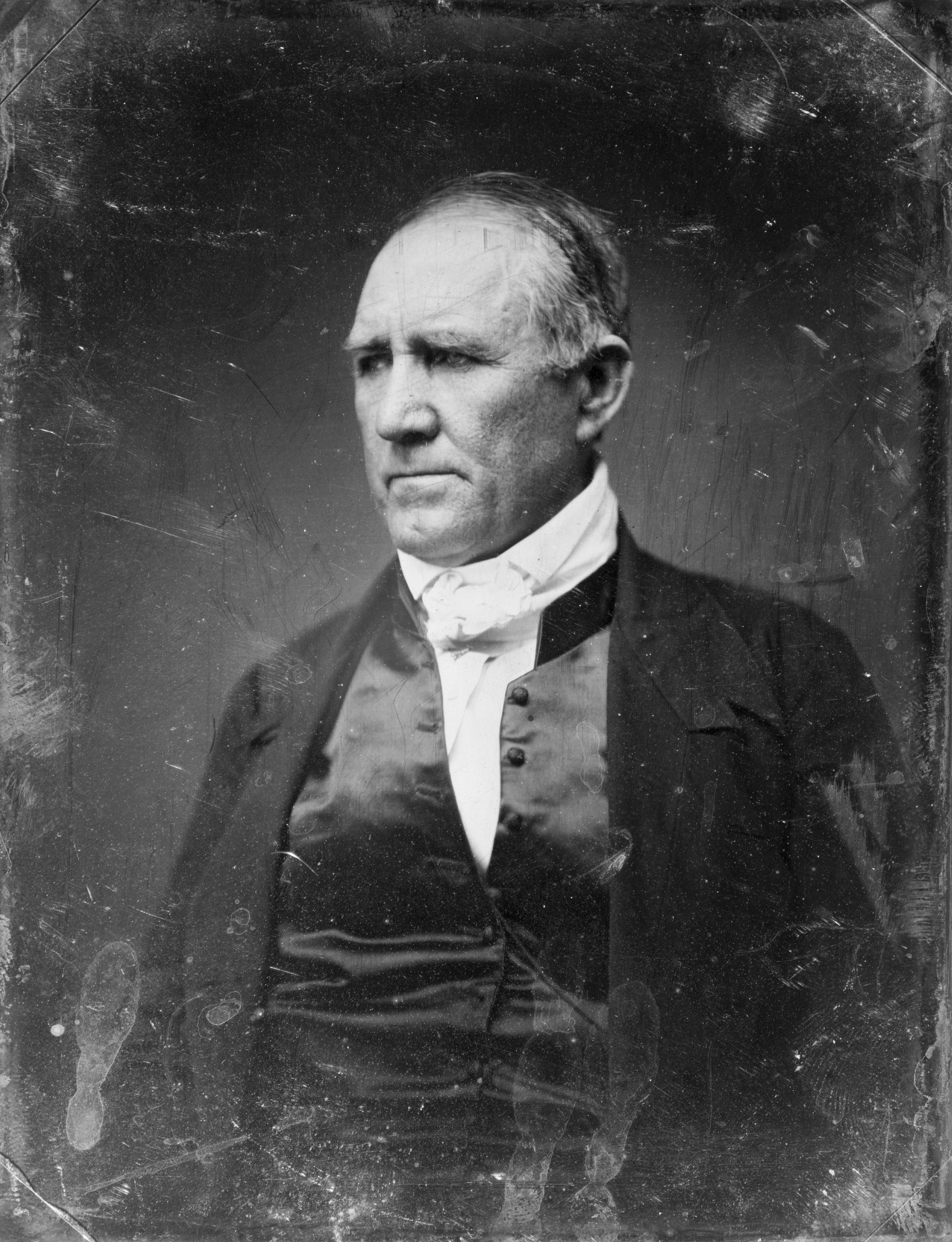
Sam Houston (1856)

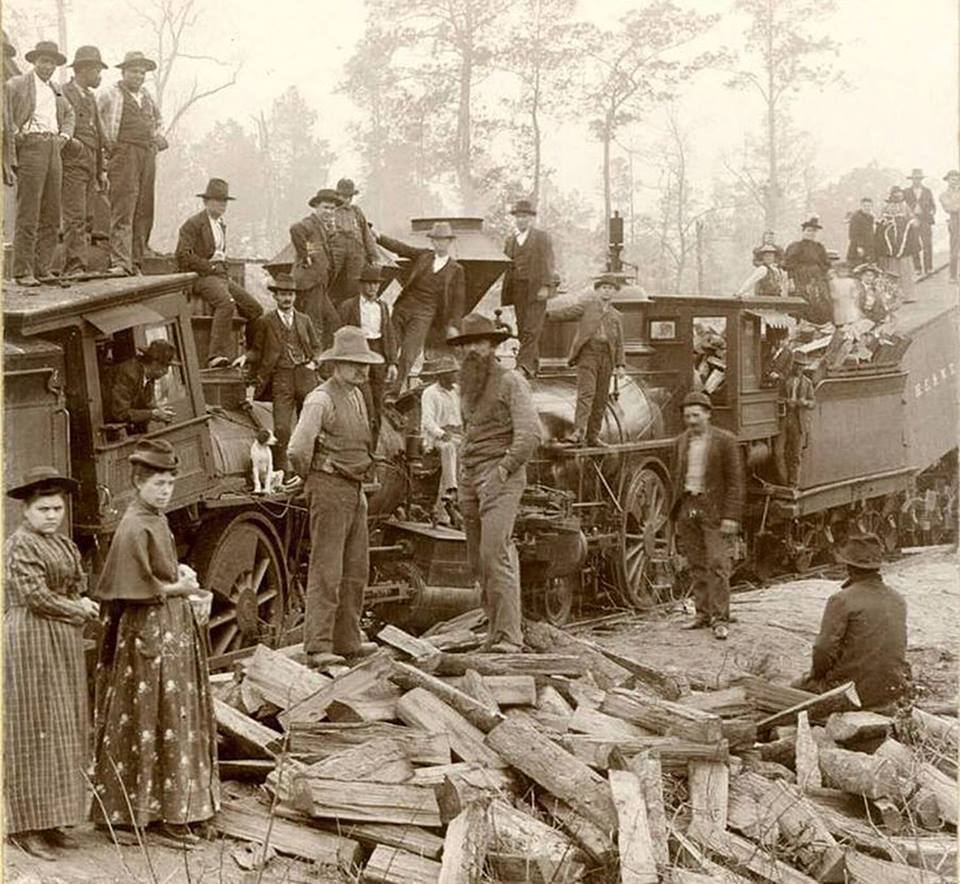
Zugunglück nahe Lufkin (1893)

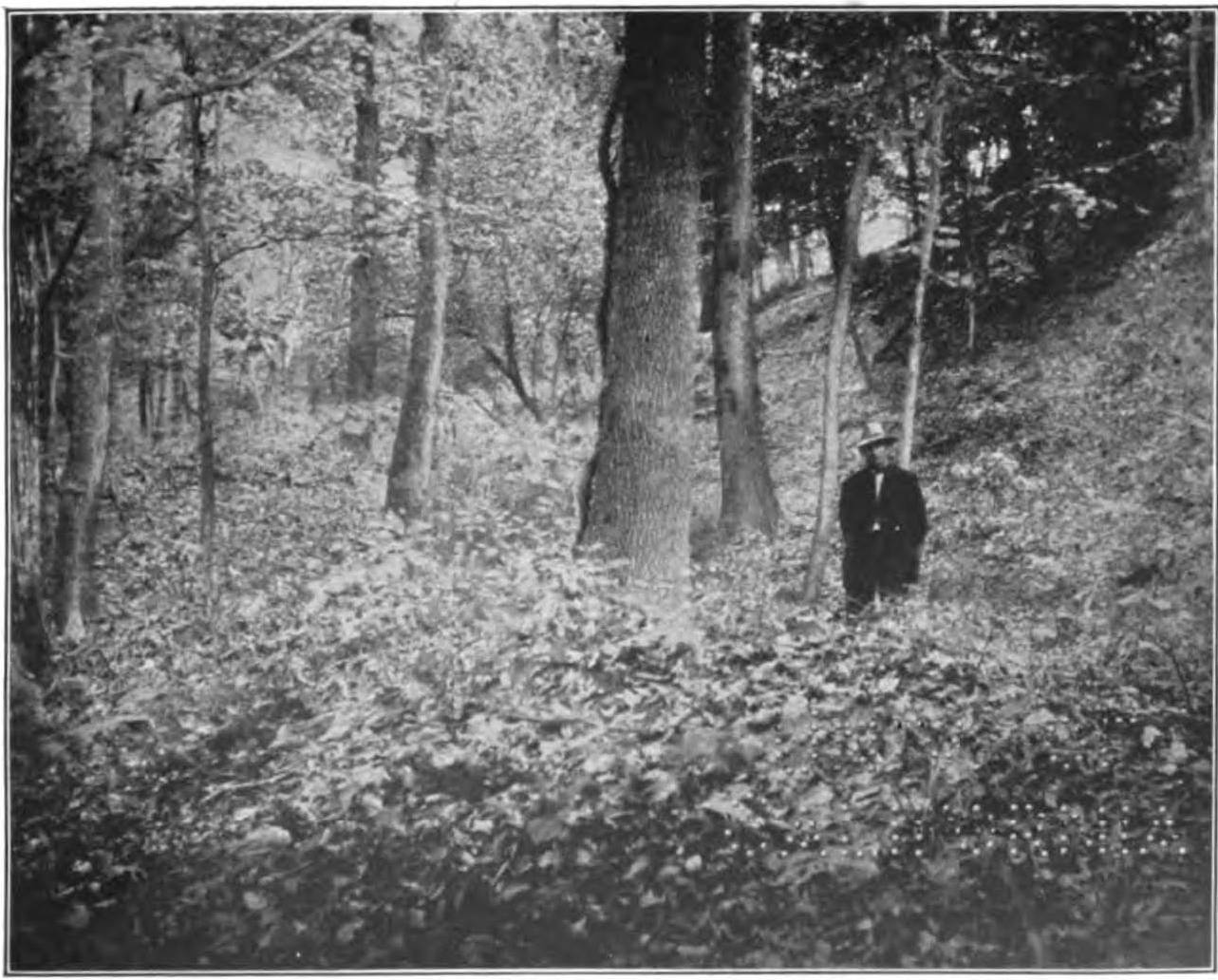
Zypressenwald am Caddo Lake (1910)

Der Texanische Unabhängigkeitskrieg 1836 zog auch das osttexanische Hinterland in Mitleidenschaft – speziell nach dem Vormarsch von General Santa Anna nach der Einnahme der Festung Alamo. In Osttexas fand schließlich die Entscheidungsschlacht des Krieges statt: die Schlacht von San Jacinto. Auch nach Erreichung der Unabhängigkeit blieb Osttexas eine prekäre, von Gesetzlosigkeit und Vigilanz geprägte Region. Ein herausragender Konflikt war der Regulator–Moderator War, eine Fehde zwischen zwei konkurrierenden Vigilanzgruppen, die von 1839 bis 1844 andauerte und erst durch das Eingreifen der Staatsmiliz beendet werden konnte. Angeordnet hatte es – nach anfänglichem Zaudern – Sam Houston, ehemaliger Oberbefehlshaber im texanischen Unabhängigkeitskrieg und erster Präsident der Republik Texas.
Verglichen mit Gesamt-Texas wurde das osttexanische Territorium zwar vergleichsweise früh von angloamerikanischen Siedlern in Beschlag genommen. Im Detail vollzog sich der Besiedlungsprozess allerdings recht unterschiedlich. In der Region südlich des Red River etwa setzte die Besiedlung bereits nach 1815 ein. Zum Teil waren diese Ansiedlungen auf die Fehlannahme zurückzuführen, das Siedlungsgebiet gehöre zum Arkansas-Territorium – wie dies beispielsweise im späteren Bowie County der Fall war. Andere Gebiete – wie etwa das im Westteil der Region gelegene Van Zandt County – wurden erst im Lauf der 1840er-Jahre erschlossen. Bescheiden blieb die Siedlungspräsenz zunächst auch an der Golfküste – ungeachtet dessen, dass gerade in diesem Gebiet schon lange Handelsaktivitäten unterschiedlichster Akteure stattfanden.
Die Aufgliederung der osttexanischen Countys – exklusive einiger später erfolgter Detailkorrekturen – war 1846 im Groben abgeschlossen. Bedeutsamste Grenzkorrektur war die Neuaufteilung des bisherigen Nacogdoches County – eines Distrikts, dessen Westgrenzen bis dahin mehr oder weniger unbestimmt gewesen waren. Unter der Ägide von Sam Houstons Nachfolger Mirabeau B. Lamar setzte die texanische Regierung auch der Präsenz von Indianern in Osttexas ein Ende. Neben schon lange dort lebenden Gruppen betraf dies vor allem Angehörige von Stämmen, welche sich im Zug des US-amerikanischen Siedlungsdrucks in Osttexas niedergelassen hatten wie zum Beispiel Gruppen von Shawnees und Kickapoos. Insbesondere wurden auch die Cherokee-Gruppen aus Osttexas vertrieben, die sich nach 1815 dort niedergelassen hatten.
Das Bild der frühen angloamerikanischen Pioniersiedlungen war aufgrund mangelhafter Transportwege zunächst von Subsistenzwirtschaft bestimmt. Maisanbau und Viehzucht wurden jedoch rasch durch kommerziellen Baumwollanbau ergänzt. Flankierend hinzu kam die Sklaverei – eine Institution, welche die vorwiegend aus den Südstaaten eingewanderten Siedler von dort mitgebracht hatten. Anders als im stärker von Kleinfarmen und Viehzucht bestimmten Rest von Texas ähnelten Wirtschaft und Gesellschaftsstruktur von Osttexas bereits vor dem Bürgerkrieg sehr stark denjenigen des tiefen Südens – also den östlichen US-Bundesstaaten Louisiana, Mississippi und Alabama.
Ebenso wie im Rest von Texas fand auch im östlichen Teil des Bundesstaats die Sezession breite Unterstützung. Allerdings gab es vereinzelte Einsprengsel von Siedlungen, welche die Union bevorzugten – beispielsweise im Van Zandt County, in dem Norweger eine nicht unerhebliche Siedlergruppe stellten. Während des Bürgerkriegs kämpften Osttexaner in unterschiedlichen Armeeverbänden der Konföderation. Von unmittelbaren militärischen Konfrontationen blieb der Bundesstaat jedoch weitgehend verschont. Die größten waren die beiden Schlachten am Sabine Pass 1863, in deren Zug konföderierte Verbände den Versuch eines Unionsgeschwaders vereitelten, einen militärischen Keil zwischen Texas und den Rest der Konföderation zu treiben. Wie in anderen Staaten des tiefen Südens hatte die nach 1865 einsetzende Rekonstruktionspolitik größere gesellschaftliche Verwerfungen zur Folge. Ein wesentlicher Konfliktpunkt war die Sklavenbefreiung. In der Folge entstanden auch in Texas Ableger des Ku-Klux-Klan. Das Bestreben dieser Gruppen: die nunmehr freie Gruppe der Afroamerikaner einzuschüchtern und von der Wahrnehmung ihrer politischen Rechte abzuhalten. Im Zuge des wirtschaftlichen Aufschwungs sowie der Wiederzulassung lokaler politischer Vertretungen ab Mitte der 1870er ebbte die antiunionistisch-rassistische Gewalt ab.
Im Unterschied zum restlichen Bundesstaat profitierte die Region von der allgemeinen US-Westerschließung nur wenig. Bis zur Jahrhundertwende blieb Osttexas eine abgelegene Gegend. Die Verbesserung der verkehrstechnischen Infrastruktur sowie Anschlüsse an das überregionale Eisenbahnnetz sorgten allerdings für einen bis in die 1930er-Jahre hinein anhaltenden wirtschaftlichen Aufschwung. Die beiden wichtigsten neuen Wirtschaftsfaktoren waren die Holzindustrie sowie die Förderung von Erdöl und Erdgas. Die Holzindustrie erlebte mit dem Anschluss an das Eisenbahnnetz einen Aufschwung und boomte bis zur Mitte des 20. Jahrhunderts. Einen ähnlichen Boom löste die Entdeckung bedeutender Erdölfelder in der Region aus. Das größte – das East Texas Oilfield – erstreckt sich über einen rund 72 Kilometer langen Streifen östlich und südöstlich des Rusk County und ist das zweitgrößte Ölfeld innerhalb der USA. Mit dem Spindlefield Oilfield, dessen Erschließung bereits kurz nach der Jahrhundertwende einsetzte, entwickelte sich speziell die Küstenregion beiderseits des Sabine Lake zum Zentrum einer neuen industriellen Infrastruktur.

### 20. und 21. Jahrhundert

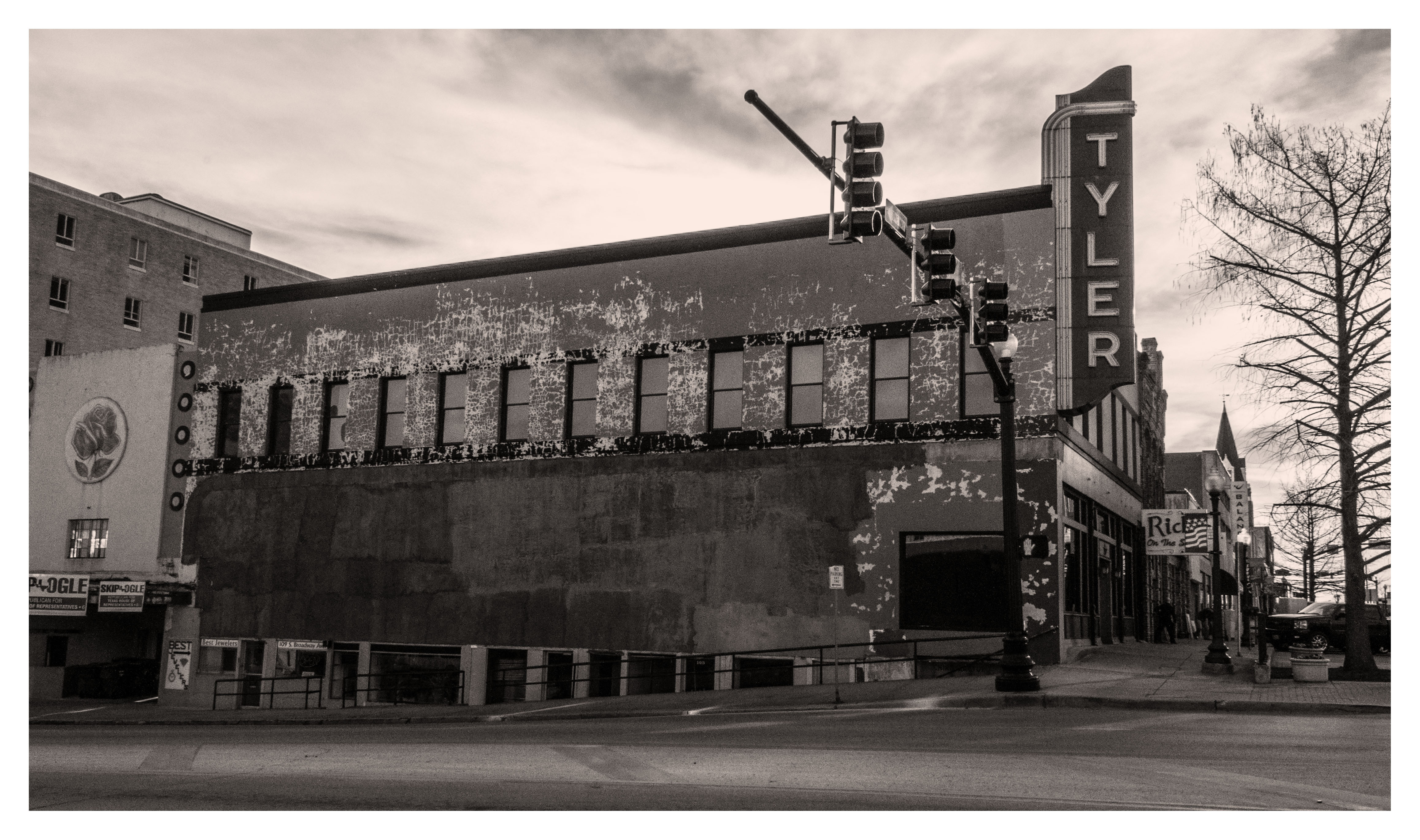
Stadtzentrum von Tyler (2014)

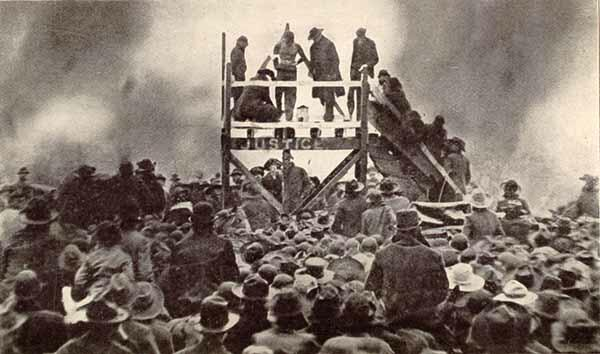
Lynchmord an Henry Smith in Paris, Lamar County (1893)

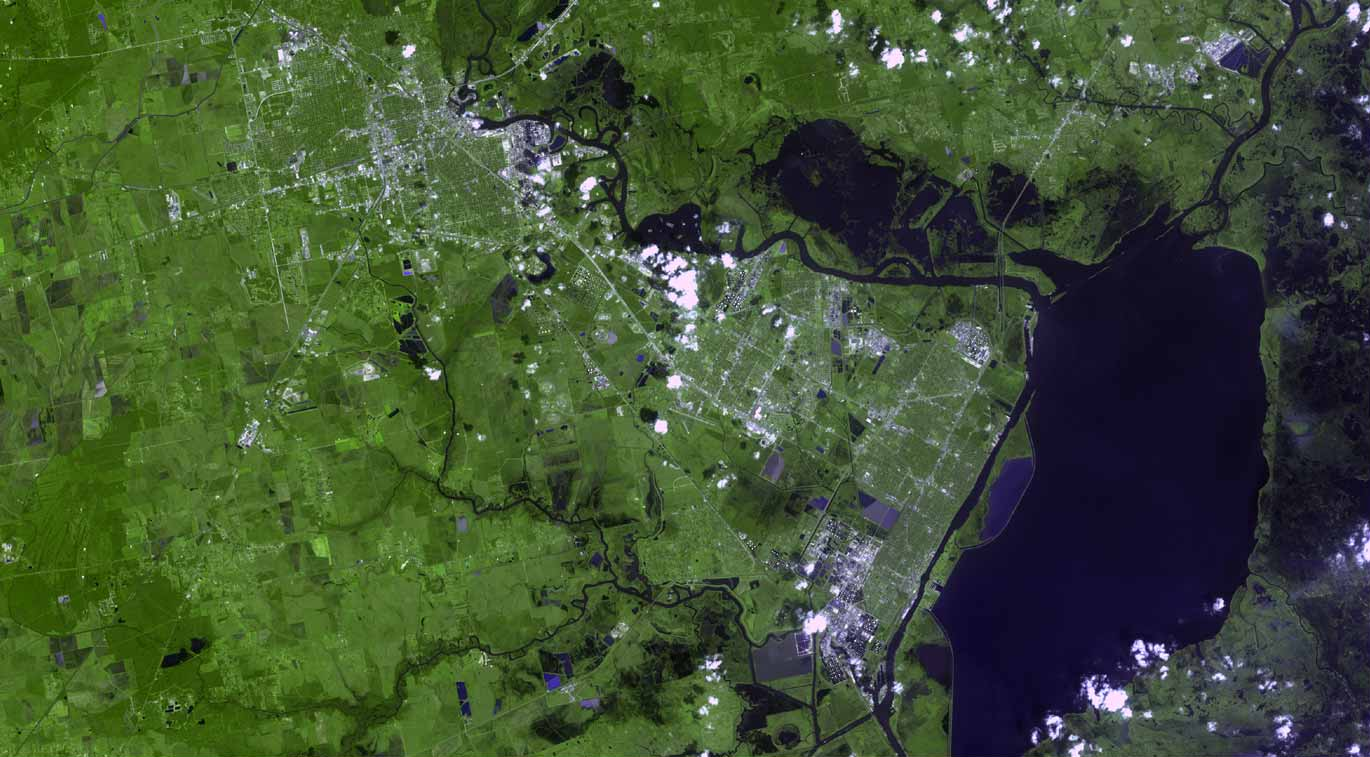
Industrieregion am Sabine Lake mit Beaumont und Port Arthur

Die Kehrseite des wirtschaftlichen Aufschwungs war ein erneutes Aufflackern rassistischer Bestrebungen. In den vier Jahrzehnten vor, während und nach dem Ersten Weltkrieg stieg die Anzahl an Lynchmorden deutlich an. Verbunden war der neue Ausbruch rassistischer Gewalt mit einem Wiedererstarken des Ku-Klux-Klan. Zeitlich einher ging sie mit dem Abschluss der sogenannten Jim-Crow-Gesetzgebung, welche die Rechte der afroamerikanischen Bevölkerung stark einengte. Einerseits betraf die grassierende Lynchjustizwelle zwischen 1890 und 1930 weite Teile des Gebiets der Vereinigten Staaten. Zentrum waren allerdings die Bundesstaaten des tiefen Südens – wobei Texas, nach Mississippi und Georgia, an dritter Stelle rangierte. Von den 468 texanischen Lynchjustiz-Opfern zwischen 1885 und 1942 wiederum entfiel die überwältigende Mehrheit – 436 – auf den Ostteil des Bundesstaats.
Brennpunkte waren vor allem die Countys südlich des Red River sowie das Tal des Brazos River von Waco bis zum Golf von Mexiko. Zwei Vorfälle auf osttexanischem Gebiet wurden aufgrund ihrer Grausamkeit sowie der hohen Opferzahlen besonders berüchtigt: die öffentliche Zu-Tode-Folterung von Henry Smith am 26. Januar 1893 in Paris (Lamar County) und das sogenannte Slocum-Massaker am 29. Juli 1910, in dessen Zug ein weißer Mob in einem kleinen Ort in Anderson County eine unbekannte Anzahl von Afroamerikanern tötete (heutigen Schätzungen zufolge zwischen 22 und rund 200). Gemeinsam war den meisten Fällen, dass sie entweder überhaupt nicht oder lediglich geringfügig geahndet wurden. Ein weiteres Kennzeichen sind die reichlich vorhandenen Fotoaufnahmen, welche während der Periode zum Teil in Form von Postkarten verbreitet wurden.
Eine Folge der Jim-Crow-Gesetze sowie der grassierenden Lynchjustiz war die Abwanderung vieler Afroamerikaner in andere Regionen von Texas, in Nachbarstaaten oder in die industriellen Zentren des Nordens – die sogenannte Great Migration. Die wirtschaftliche Entwicklung in Osttexas war in der Zeit zwischen Erstem Weltkrieg und den 1950ern von unterschiedlichen Faktoren geprägt. Ein Faktor war der Rückgang der traditionellen Landwirtschaft – speziell dem kommerziellen Baumwollanbau, dessen Absatzmärkte bereits Anfang der 1920er zum Teil drastisch einbrachen. Bedeutend bis in die zweite Hälfte des 20. Jahrhunderts blieb hingegen die Holzwirtschaft. Zum neuen Zugpferd der osttexanischen Ökonomie avancierte die Erdölförderung. Der regionale Erdölboom setzte um die Jahrhundertwende ein und wurde stärker, je mehr neue Erdölfelder in der Region entdeckt und erschlossen wurden.
Die Infrastruktur von East Texas hingegen blieb lange Zeit defizitär. Vor allem in den ländlichen Gebieten hinkte sie bis weit in die 1930er-Jahre hinein deutlich zurück. Der Zugang zum Stromnetz wurde dort teilweise erst während der New-Deal-Periode ausgebaut. Die Mechanisierung der Landwirtschaft lag ebenfalls deutlich unter der anderer Bundesstaats-Regionen. Auch das Straßennetz entsprach nicht mehr den zeitgemäßen Anforderungen. Gezielte Maßnahmen, diesen Zustand zu ändern, wurden erst in den 1930ern getroffen. Unterschiedliche texanische und bundesstaatliche Behörden – insbesondere unter Beteiligung des für Arbeitsbeschaffungsmaßnahmen neu geschaffenen Civilian Conservation Corps (CCC) – nahmen in dieser Zeit eine Reihe von Infrastruktur- und Entwicklungsprojekten in der Region in Angriff – darunter Bodenschutz- und Erosionsschutzprojekte, den Ausbau von Nationalparks sowie den Bau neuer Straßen, Dämme und Brücken.
Ungeachtet der Modernisierung der Infrastruktur war die osttexanische Region nach dem Zweiten Weltkrieg zunehmend von Abwanderung betroffen – diesmal vorwiegend in die texanischen Metropolen sowie andere Industriezentren außerhalb der Region. Systematischer einer wirtschaftlichen Nutzung zugeführt wurde in den 1950ern und 1960ern eine weitere Ressource der Region: Wasser. Der Bau einiger Stauseen – vor allem des Sam Rayburn Reservoir sowie des Toledo Bend Reservoir – verbesserte die regionale Wasserversorgung und ermöglichte das Produzieren von Energie. In Kombination mit nahegelegenen Naturschutzgebieten und Nationalparks offerierten die neu geschaffenen Stauseen zusätzlich touristische Angebote. Von den Stagnationstendenzen in weiten Teilen der Region absetzen konnten sich zwischenzeitlich auch einige Regionalzentren – etwa Texarkana, Tyler und Longview im Norden oder Lufkin im osttexanischen Zentrum. Die Strukturprobleme, mit denen die Region zu kämpfen hat sowie die ökonomisch defizitäre Situation vieler Bewohner begünstigt unter anderem Begleiterscheinungen wie Drogenmissbrauch und Kriminalität. 2009 etwa berichtete die Online-Newsseite Houston Press über die Koexistenz alter und neuer Deviranzformen: Zum überall in den USA anzutreffenden Drogenhandel hätten sich in der Region ganz spezifische, lokale Formen hinzugesellt wie beispielsweise der Diebstahl von Vieh sowie Erdöl.

## Demografie und Politik
|                  | 1850    | 1900      | 1950      | 2000       |
| ---------------- | ------- | --------- | --------- | ---------- |
| Ark-Tex          | 27.078  | 200.422   | 219.028   | 270.399    |
| East Texas       | 54.568  | 291.055   | 427.177   | 745.155    |
| Deep East Texas  | 27.162  | 160.895   | 205.646   | 355.581    |
| South East Texas | 1.836   | 25.193    | 255.185   | 385.076    |
| Osttexas         | 110.644 | 677.565   | 1.107.036 | 1.756.211  |
| Texas            | 212.592 | 3.048.710 | 7.711.194 | 20.851.820 |

### Demografie
Verglichen mit der Gesamtbevölkerung von Texas kam die Einwohnerschaft der östlichen Countys im Jahr 2000 knapp auf ein Zwölftel (Texas: 20.851.820; Osttexas: 1.756.211). Seit 1850 hat sich das Verhältnis stetig zugunsten des kompletten Bundesstaats verändert. Lebte 1850 noch mehr als die Hälfte (110.644) der damals über 210.000 Texaner im Osten des Bundesstaats, belief er sich 1900 auf rund ein Viertel (von rund 3 Millionen), 1950 lediglich noch auf rund ein Siebtel (von rund 7,7 Millionen). Die Hauptbesiedlungszone 1850 ist bis heute das Bevölkerungszentrum geblieben – die Subregion East Texas. Nach wie vor leben im nördlichen Zentrum der Region zwischen einem Drittel und der Hälfte der Bewohner. Ein besonders rasanter Bevölkerungsanstieg ist in den drei südlichen Countys zu verzeichnen. Lebten 1850 dort lediglich knapp 2000 Personen, belief sich die Einwohnerzahl 1900 bereits auf rund 25.000. Bis 1950 hatte sie sich ein weiteres Mal knapp verzehnfacht – auf über 255.000. Bevölkerungsrückgänge hatten hingegen einige Countys der drei anderen Subregionen zu verzeichnen. Besonders nachhaltig war der Trend zur Abwanderung in den beiden Ark-Tex-Countys Delta und Red River. Während in anderen von Stagnation oder Rückgang betroffenen Countys der Abwanderungsprozess nach 1950 zumindest stagnierte, sanken hier die Einwohnerzahlen weiter. Die Zahlen für Delta und Red River: 1900 – 15.249 und 29.893; 1950 – 8.964 und 21.858; 2000 – 5.319 und 14.314.
Dem Zensus von 2016 zufolge lebten zu dieser Zeit 1.900.212 Einwohner in der Gesamtregion – 282.796 in Ark-Tex, 845.141 in East Texas, 379.907 in Deep East Texas und 392.368 in South East Texas. Der Anteil der drei ethnischen Hauptgruppen ist in der Gesamtregion weitgehend gleich. Grob beläuft er sich auf zwei Drittel Weiße sowie ein Drittel Afroamerikaner und Hispanics. Lediglich in der South East Texas-Subregion ist der Anteil der Weißen mit 57,1 % geringer und der der Minderheiten entsprechend höher. Bei den beiden größten Minderheiten rangieren Afroamerikaner mit einem Bevölkerungsanteil von 17,1 % vor den Hispancis mit 14,4 %. Bedeutsame Abweichungen gibt es in der Region um Beaumont: In Jefferson County machen Afroamerikaner und Hispanics (respektive Latinos) zusammen mehr als die Hälfte der Bevölkerung aus (Zahlen: 107.034 Weiße, 84.956 Afroamerikaner, 47.963 Hispanics). In der restlichen Gesamtregion gibt es sowohl Countys mit einem deutlich über dem Durchschnittsdrittel liegenden Anteil von Minderheiten (Beispiel: Titus County in der Ark-Tex-Subregion). Ebenso gibt es aber auch solche mit weitläufig dominierender weißer Bewohnerschaft (Beispiel: die Countys Sabine und Newton – beide Region Deep East Texas).
Der durchschnittliche Prozentsatz an Personen, die in Armut leben, belief sich laut dem Zensus von 2016 auf 17,6 %, der Anteil an Personen ohne Krankenversicherung auf 18,7 %. Die höchsten Prozentwerte sind in der Subregion Deep East Texas zu finden (20,6 % und 19,8 %), die niedrigsten im industriellen Zentrum South East Texas (15 % und 16,2 %). Auch bei diesen Werten gibt es solche, die deutlich über oder unter dem Durchschnitt liegen. Im Hardin County (South East Texas) beträgt die Armutsquote vergleichsweise niedrige 10,8 %; den höchsten Stand mit 23,8 % hat sie hingegen im San Augustine County (Deep East Texas). Auch bei den Angaben zum Medianeinkommen pro Haushalt fielen die Werte in der Subregion South East Texas überdurchschnittlich aus (50.253 US-Dollar), die in der Subregion Deep East Texas hingegen unterdurchschnittlich (38.515 US-Dollar). Den höchsten Medianeinkommens-Wert verzeichnete Hardin County (54.352 US-Dollar), den niedrigsten San Augustine County (29.426 US-Dollar). Der Durchschnittswert für die gesamte Region belief sich auf 43.778 US-Dollar, der für Gesamt-Texas auf 54.727 US-Dollar.

### Politik

Ergebnisse der US-Präsidentenwahl 2016 in Texas

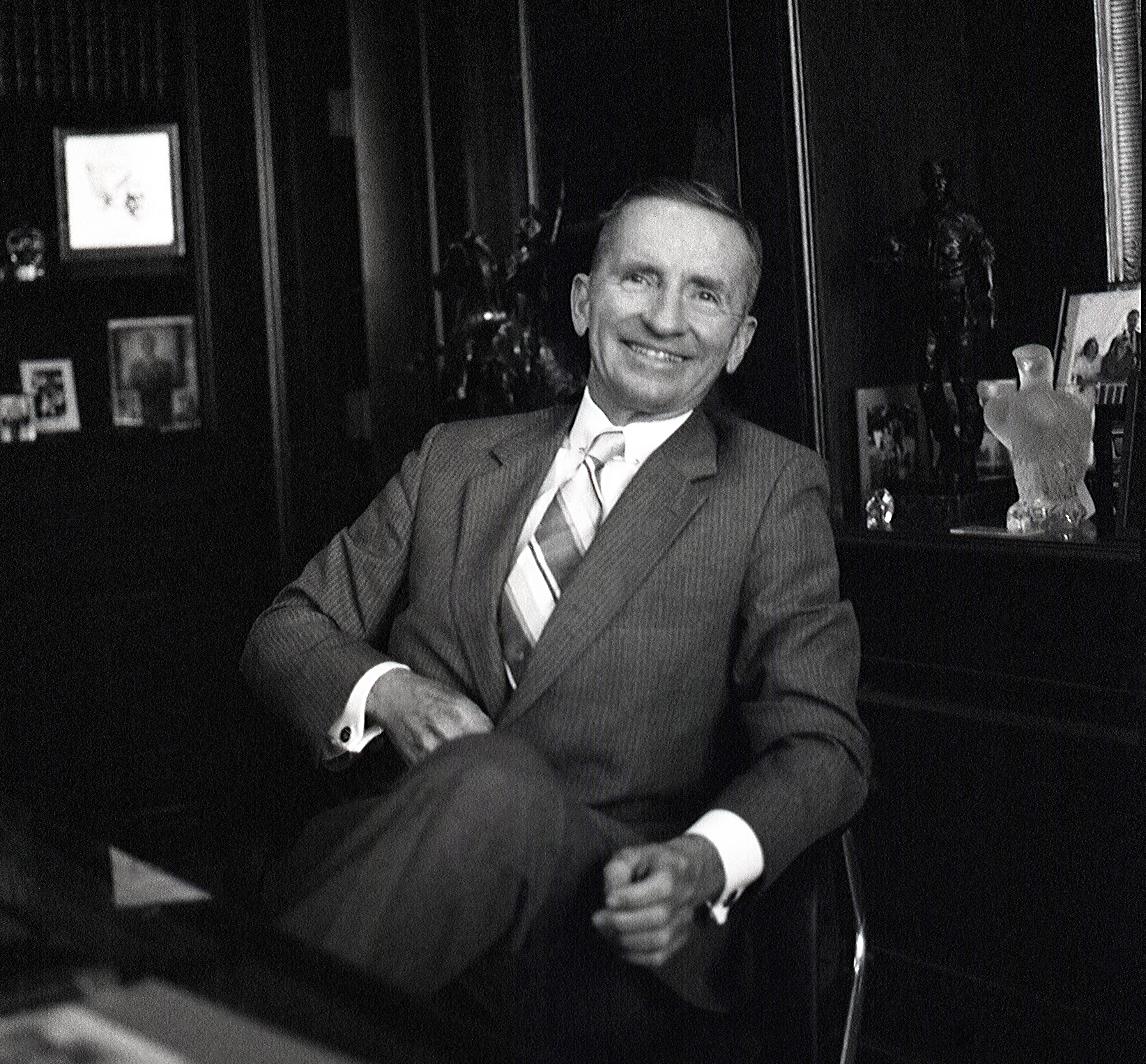
Ross Perot (1986)

Politisch ist die Bevölkerung des östlichen Landesteils noch konservativer (beziehungsweise republikanischer) eingestellt als der Rest des Bundesstaats. Bei der Präsidentschaftswahl 2016 etwa erzielten die Republikaner in vielen Countys der osttexanischen Region Stimmergebnisse von 75 % und mehr (Ergebnisse Gesamt-Texas: 52,1 % für Donald Trump, 43,1 % für Hillary Clinton). Noch höhere Ergebnisse (mit teilweise über 90 Prozent) fuhren die Republikaner lediglich im Präriegürtel von West-Texas sowie dessen nördlichem Anhängsel, der Panhandle-Region ein – wobei Südtexas sowie die urbanen Ballungszentren wie üblich mehrheitlich die Demokraten wählten. Über dem Bundesstaatsergebnis liegende Prozentwerte (48,9 %) erhielt Hillary Clinton lediglich in einem der 38 osttexanischen Countys: Jefferson. Mit Ergebnissen von über 80 Prozent hingegen votierten für Trump die Countys Wood (83,8 %), Upshur (82,5 %), Panola (81,1 %), Sabine (86,0 %), Tyler (82,6 %) und Hardin (86,7 %).
Bereits bei den davorliegenden Präsidentschaftswahlen fiel der republikanische Stimmanteil in Osttexas teilweise deutlich höher aus als im Rest des Bundesstaats. 2012 erhielt Mitt Romney in Osttexas ebenfalls mehr Stimmen als im gesamttexanischen Durchschnitt. Anders als bei der Wahl 2016 votierte das urbane Ballungsgebiet Jefferson County 2012 jedoch mehrheitlich für Barack Obama. Das gleiche Bild zeigte sich bei den Wahlen 2008, 2004 und 2000 – wobei bei der ersten Kandidatur von George W. Bush auch die Countys Morris und Newton mehrheitlich demokratisch stimmten. Von der langfristigen Orientierung her vollzog auch die osttexanische Wählerschaft den im Solid South zu beobachtenden Trend weg von den Demokraten und hin zu den Republikanern.
Regional bedeutsame Besonderheiten waren
1. die unabhängige Kandidatur des extrem rechtskonservativen Demokraten George Wallace 1968, bei der das Gros der osttexanischen Countys – anders als die Wählerschaft im restlichen Texas – mehrheitlich für Wallace votierte,
2. die Kandidatur Carter gegen Reagan 1980 (in der Carter, anders als im Bundesstaat, der osttexanische Favorit war),
3. die Wahl 1992 (Votum Texas: George Bush; Votum in der Region: Bill Clinton). Vom texanischen Gesamtergebnis her auf den dritten Platz verwiesen wurde bei dieser Wahl auch der aus der Region stammende unabhängige Kandidat und Milliardär Ross Perot.[54]

Im US-Repräsentantenhaus wird die Region ausschließlich von Abgeordneten der Republikaner vertreten. Die sechs Osttexas mit abgedeckenden Kongresswahlbezirke 1, 4, 5, 8, 14 und 36 wurden 2018 vertreten durch die Republikaner Louie Gohmert, John Ratcliffe, Jeb Hensarling (ab Januar 2019: Lance Gooden), Kevin Brady, Randy Weber und Brian Babin. Von den politischen Positionen reicht das Spektrum von Tea-Party-Anhängern wie Gohmert bis hin zu moderaten Konservativen wie Brady und Babin. Im Repräsentantenhaus von Texas wird die Region ebenfalls fast ausschließlich von republikanischen Abgeordneten vertreten. Ausnahme hier ist Joe Deshotel – ein aus Port Arthur stammender Geschäftsmann, der für die Demokraten einen Teil des Jefferson County vertritt und seit 1998 Abgeordneter ist.

## Wirtschaft und Bildung

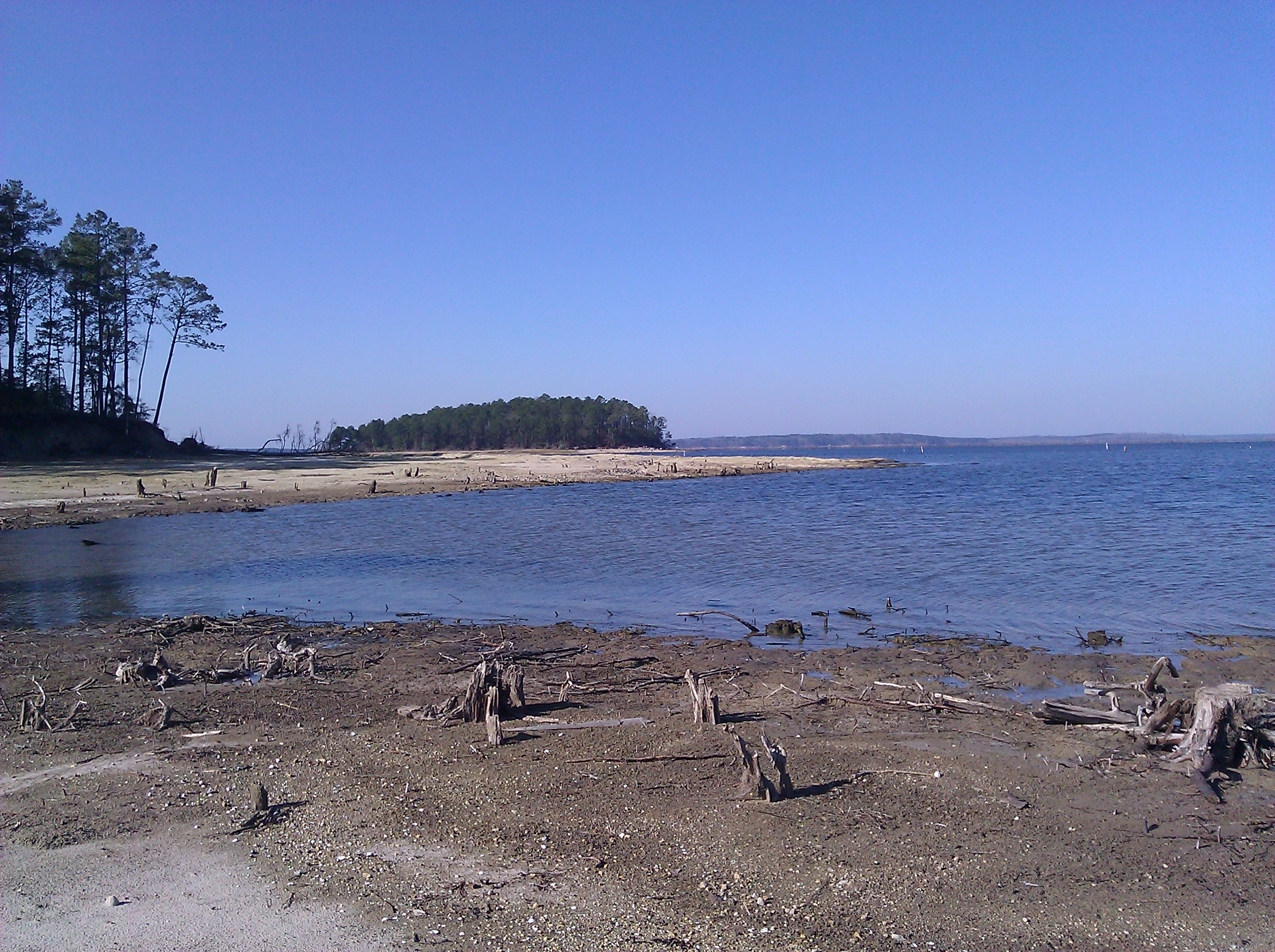
Toledo Bend Reservoir am Sabine River

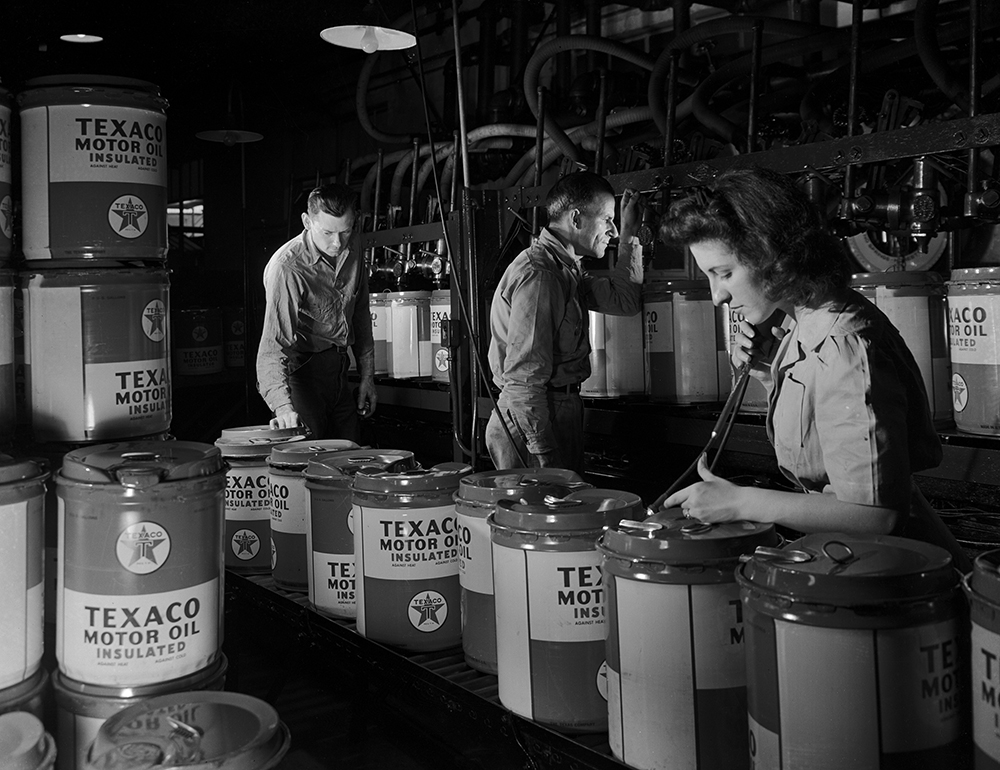
Texaco-Raffinerie in Port Arthur (1943)

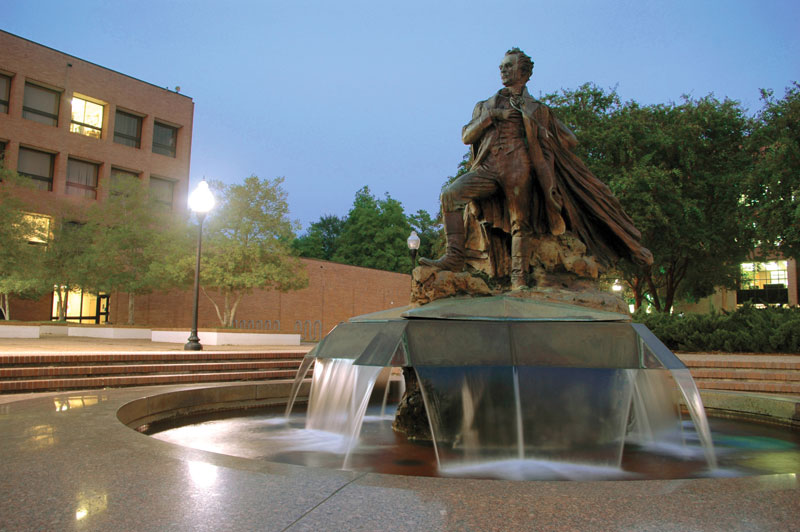
Campus der Stephen F. Austin State University in Nacogdoches

Bis weit in die zweite Hälfte des 20. Jahrhunderts hinein waren Baumwolle, Viehzucht, Holz sowie Erdölförderung die wichtigsten Wirtschaftszweige. Die industriell betriebene Holzgewinnung sowie die Förderung von Erdöl traten vergleichsweise spät auf den Plan. Im Unterschied zur Landwirtschaft spielte die Holzindustrie zur Mitte des 19. Jahrhunderts überhaupt keine Rolle. In den fünfzig Jahren zwischen 1880 und der Weltwirtschaftskrise entwickelte sie sich zu einem stark prosperierenden Sektor. Begünstigt und in der industriellen Form überhaupt erst ermöglicht wurde sie durch den Ausbau des Eisenbahnnetzes, der auch die Entwicklung der Städte wesentlich mitbestimmte. Die Bezahlung der Waldarbeiter war schlecht und es kam häufig zu Unfällen. Die Abholzung wurde auf eine extrem unnachhaltige Weise betrieben. Sie erfolgte nach dem Prinzip „Cut and Run“, demzufolge man Flächen komplett abholzte und anschließend zum nächsten Waldstück weiterzog. Bis in die 1930er war die Holzwirtschaft nur wenigen Reglementierungen unterworfen. Auch die Gründung von Gewerkschaften war bis zu diesem Zeitpunkt lediglich in Ansätzen gelungen.
Zweiter wirtschaftlicher Boomfaktor war die Entdeckung bedeutender Erdöl- und Erdgas-Ressourcen in den ersten Jahrzehnten des 20. Jahrhunderts. Eines der ältesten Ölfelder in der Region ist das am Golf von Mexiko gelegene genommene Spindletop Oilfield. Es nahm seinen Betrieb bereits im Jahr 1901 auf. Eng verwoben ist seine Geschichte mit der des größten petrochemischen Unternehmens der Region – des mittlerweile mit Chevron fusionierten Konzerns Texaco. Stark befördert wurde der osttexanische Erdölboom durch die Entdeckung und Erschließung des East Texas Oilfield – eines riesigen Reservoirs, welches sich entlang der westlichen Grenze des Rusk County erstreckt und dessen Abbau ab dem Jahr 1930 erfolgte. Mit dem Ölboom einher ging die industrielle Erschließung des Küstenabschnitts um Beaumont und den Sabine Lake. Aufgrund ihres Wasser- und Energiebedarfs ist sie bis heute ein maßgeblicher Profiteur großer Staudammprojekte, wie sie in der Mitte des 20. Jahrhunderts realisiert wurden.
Zum Ende des 20. Jahrhunderts ging der Anteil der petrochemischen Industrie zurück – ebenso auch der Anteil gut bezahlter Arbeitsplätze. Zunehmend an Boden verloren hatte im Verlauf des 20. Jahrhunderts die lokale Dienstleistungsstruktur: Örtliche Einzelhandelsgeschäfte, Cafés und Tankstellen wurden zunehmend von Kaufhausketten, Franchise-Nehmern sowie den Niederlassungen von Fast-Food-Ketten verdrängt. Teilweise aufgefangen werden konnte der Niedergang von Einzelhandel und alten Industrien von weniger konjunkturanfälligen oder auch neuen Betätigungsfeldern, wie sozialen und sonstigen Dienstleistungen. Zum Alleinstellungsmerkmal entwickelt hat sich die verstärkte Ansiedlung von Patent-Holding-Gesellschaften in der Region. Sie profitieren von der regionalen Rechtsprechung, die Patente-Inhabern besonders weit entgegenkommt.
Verändert wurde die osttexanische Infrastruktur durch die verbesserte Nutzung der in der Region reichlich vorhandenen Wasserreserven. Größte Projekte hier waren der Bau des Sam Rayburn Reservoirs (1965) und des Toledo Bend Reservoirs (1966). Mit den beiden Stauseen einher ging eine steigende Bedeutung des Faktors Tourismus. Zwar verfügt Osttexas über keine für Massentourismus tauglichen Ziele. Speziell für naturnahe Erholungsaktivitäten wie beispielsweise Angeln, Wasserski und Bootfahren bietet die Region allerdings eine Reihe Anlaufpunkte – neben den beiden großen Stauseen etwa den Lake Palestine, den Caddo Lake, den Lake Fork und den Lake Livingston. National Forests in der Region sind: der Angelina National Forest, der Sabine National Forest, der Davy Crockett National Forest und der Sam Houston National Forest nahe Huntsville. Als einziger osttexanischer Nationalpark hinzu kommt der Big Thicket National Preserve nahe Saratoga – ein Naturschutzgebiet, welches im Unterschied zu den National Forests nicht nur die landschaftliche Vitalität des ausgewiesenen Gebiets erhalten soll, sondern zusätzlich auch dessen ursprünglichen Charakter. Insgesamt umfassen die in der Piney Woods-Region gelegenen Naturreservate eine Gesamtfläche von rund 2.500 km².
Ebenfalls in der Region ansässig sind einige höhere Bildungseinrichtungen. Überregional bekannte Universitäten sind die Sam Houston State University in Huntsville und die Stephen F. Austin State University in Nacogdoches. Kleine Universitäts- und Hochschuleinrichtungen sind: die Texas A & M University in Texarkana, die University of Texas in Tyler, die LeTourneau University in Longview sowie die East Texas Baptist University in Marshall.

## Kultur

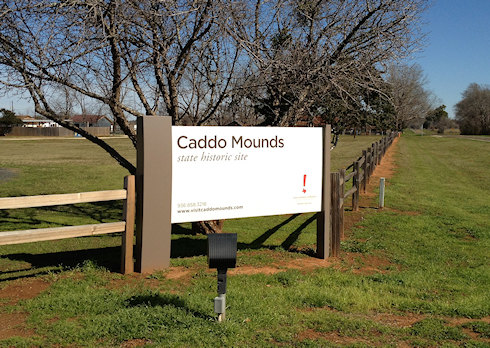
Caddo Mounds Historic Site nahe Alto im Cherokee County

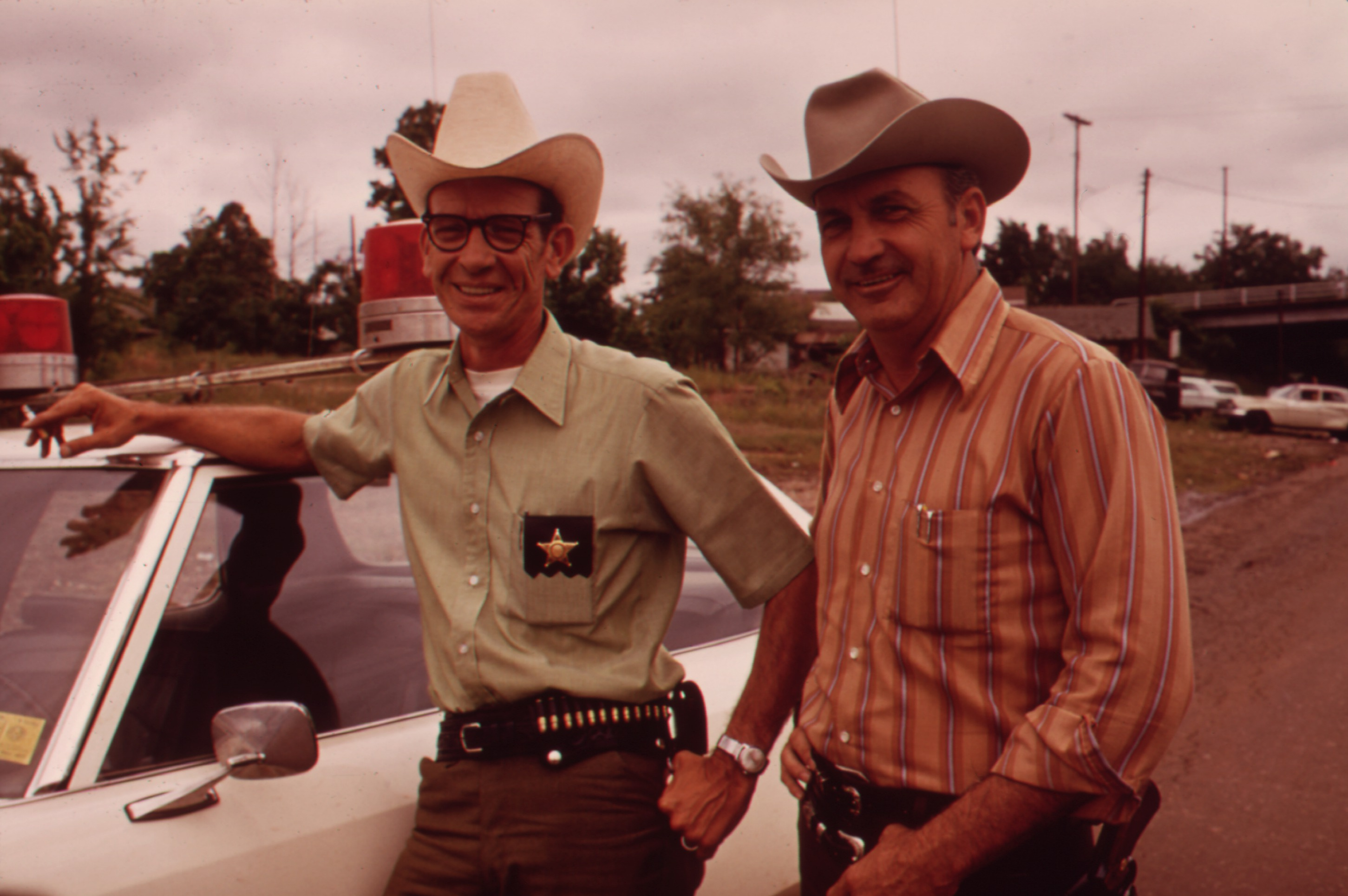
Deputy Sheriff mit Partner in Longview (1970)

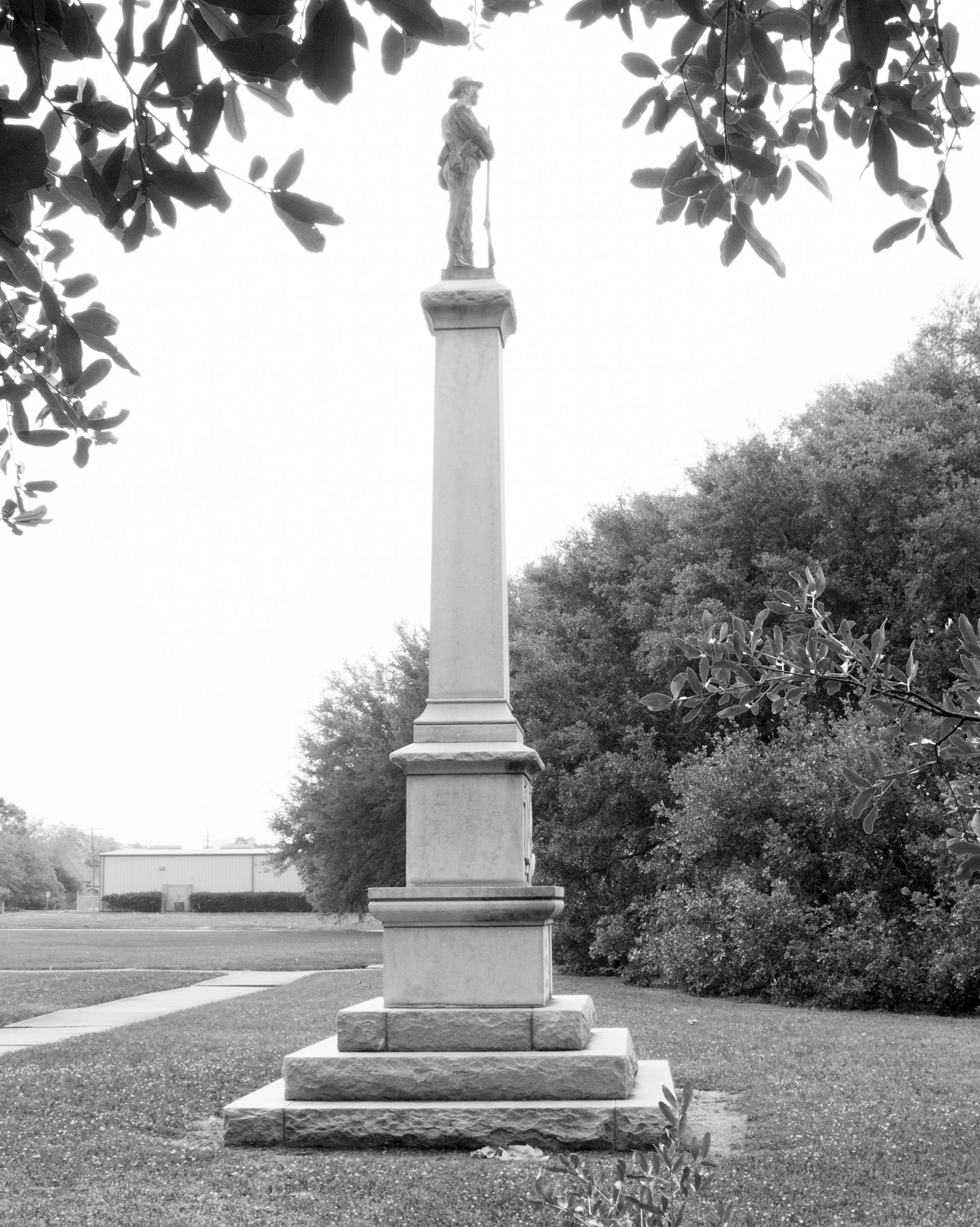
Konföderiertenmonument in Beaumont

Anders als der Rest von Texas hat Osttexas mehr Ähnlichkeiten mit dem Tiefen Süden als den westlichen Präriestaaten oder dem stark hispanisch mitgeprägten Südwesten. Die Frage der texanischen und speziell auch der osttexanischen Identität wird auch in texanischen Medien regelmäßig erörtert. Die Zuordnung zum US-Süden stützt sich auf mehrere Faktoren. Ein wichtiger ist die Piney-Woods-Landschaft, welche die Region dominiert – großlandschaftlich ein westlicher Ausläufer der südöstlichen, über den Mississippi hinausragenden Waldzone. Ein weiterer Faktor ist die historische Entwicklung der Region. Besiedelt wurde sie vorwiegend von Kolonisten aus dem Tiefen Süden – von der Herkunft her Engländer, Schotten, Iren sowie, in geringem Ausmaß, Waliser. Darüber hinaus sind spätere Einwanderungswellen, welche Texas maßgeblich mitgeprägt haben, an Osttexas relativ spurlos vorbeigegangen – speziell die massive Einwanderung von Deutschen in der Mitte des 19. Jahrhunderts sowie die von Südeuropäern zu Beginn des 20. Jahrhunderts. Ein für den Bundesstaat typisches Element, welches in Osttexas weitgehend fehlt, ist schließlich die Integration der hispanischen Kultur. Prägend ist stattdessen eine sich als „Amerikaner“ klassifizierende weiße Bevölkerung.
Eng mit diesem Teil der Historie verbunden ist der herausragende Stellenwert der Kolonisierungsgeschichte – ein Prozess, der in Osttexas besonders früh einsetzte. Einige alte Städte wie zum Beispiel das ehemalige Verwaltungszentrum Nacogdoches sowie die Kleinstadt San Augustine zehren bis heute von dieser Vergangenheit. Ein weiteres typisches Merkmal für Osttexas ist die Vorherrschaft unterschiedlicher protestantischer Glaubensrichtungen. Das religiöse Spektrum wird dominiert von Baptisten (speziell der Southern-Baptist-Richtung). Das protestantische Spektrum wird ergänzt von Methodisten, Presbyterianern, Lutheranern sowie Gemeinden der Pfingstbewegung.
Deutlich präsent ist auch der in der Region geläufige Unterdialekt des Texanischen. Während für das texanische Englisch ein – ursprünglich aus dem oberen Süden stammender – „Twang“ charakteristisch ist, weist das Osttexanische einen – für den unteren Süden typischen – „Drawl“ auf. Während für die (gesamttexanische) „Twang“-Redeweise neben spezifischen Ausdrücken eine gestreckte, abgeflachte sowie zur Vokalfusion neigende Aussprache typisch sind (Beispiel: night, ausgesprochen „neith“, wird zu „naath“), hat sich im osttexanischen „Drawl“ der sanfte, musikalische, Worte langsam streckende Sprachklang des unteren Südens erhalten. Der Linguistik-Professor Guy Bailey aus San Antonio betrachtet den Dialekt des Gesamt-Bundesstaats als historisch gewachsene Mischung aus Eigenheiten des unteren und des oberen Südens. Lediglich in Osttexas habe sich die Redeweise des unteren Südens relativ unverfälscht erhalten.
In der Gesamtregion spürbar sind darüber hinaus einige spezielle lokale Einflüsse. So beispielsweise die Auswirkungen der – aus Louisiana stammenden – Cajun- und Kreolen-Kultur. Erhalten haben sie sich unter anderem in der regionalen Küche. Im nördlichen Teil der Region wiederum ist das Bewusstsein für die Bedeutung der Caddo-Kultur nach wie vor präsent. Rechnung tragen dieser Tradition unter anderem einige Einrichtungen wie zum Beispiel das Caddo Mounds State, ein restauriertes Indianerdorf im Cherokee County sowie die Caddo Indian Collection im Gregg Count Historical Museum in Longview.
Stark präsent in der Region sind darüber hinaus einige Stile der amerikanischen Populärmusik wie zum Beispiel Gospel, Bluegrass, Blues, Country, Rock, Soul, Rhythm and Blues sowie Cajun. Speziell die Entwicklung des Blues fand zu einem nicht unwesentlichen Teil auf osttexanischem Boden statt. Bedeutsame Festivals in der Region sind das Texas Rose Festival in Tyler, das East Texas Yamboree in Gilmer sowie das Great Texas Ballon Race in Longview. Obwohl Osttexas nicht zu den kommerziell bedeutsamen Zentren der Country-Musik zählt, findet sich in Carthage (Panola County) eine überregional bekannte Institution des Genres: die Country Music Hall of Fame. Darüber hinaus wartet die Region mit einer Reihe historischer Stätten auf. Beispiele: der Mission Tejas State Park in Grapeland, der San Jacinto Battleground, das die Geschichte der Eisenbahn dokumentierende Depot Museum in Henderson, das historische Dorf Heritage Park Museum in Edgewood sowie das Texas Foresty Museum in Lufkin.
Ebenso wie andere Regionen hat auch Osttexas seine regionalen Mythen und Legenden. Teil der lokalen Folklore sind beispielsweise die Geschichten vom Licht von Saratoga beziehungsweise den Ghost Roads im Big Thicket. In ihnen werden nächtliche Lichtquellen auf Landstraßen mit vergangenen – realen oder auch fiktiven – Ereignissen in Verbindung gesetzt: beispielsweise einem Gleiswärter, welcher von einem Zug überfahren und dabei enthauptet worden sei. Reduziert hat sich in Osttexas die Anzahl der Dry Countys – Countys, in denen der Verkauf von Alkohol verboten ist. Teilweise Restriktionen galten laut einer Aufstellung des Texas Alamanac 2014 (noch) in den Countys Bowie, Franklin, Van Zandt, Rusk, Panola, Houston und Angelina. Das einzige County der Region mit Vollverbot – Delta – schaffte dieses nach einer Abstimmung 2015 ab.

## Persönlichkeiten aus Osttexas

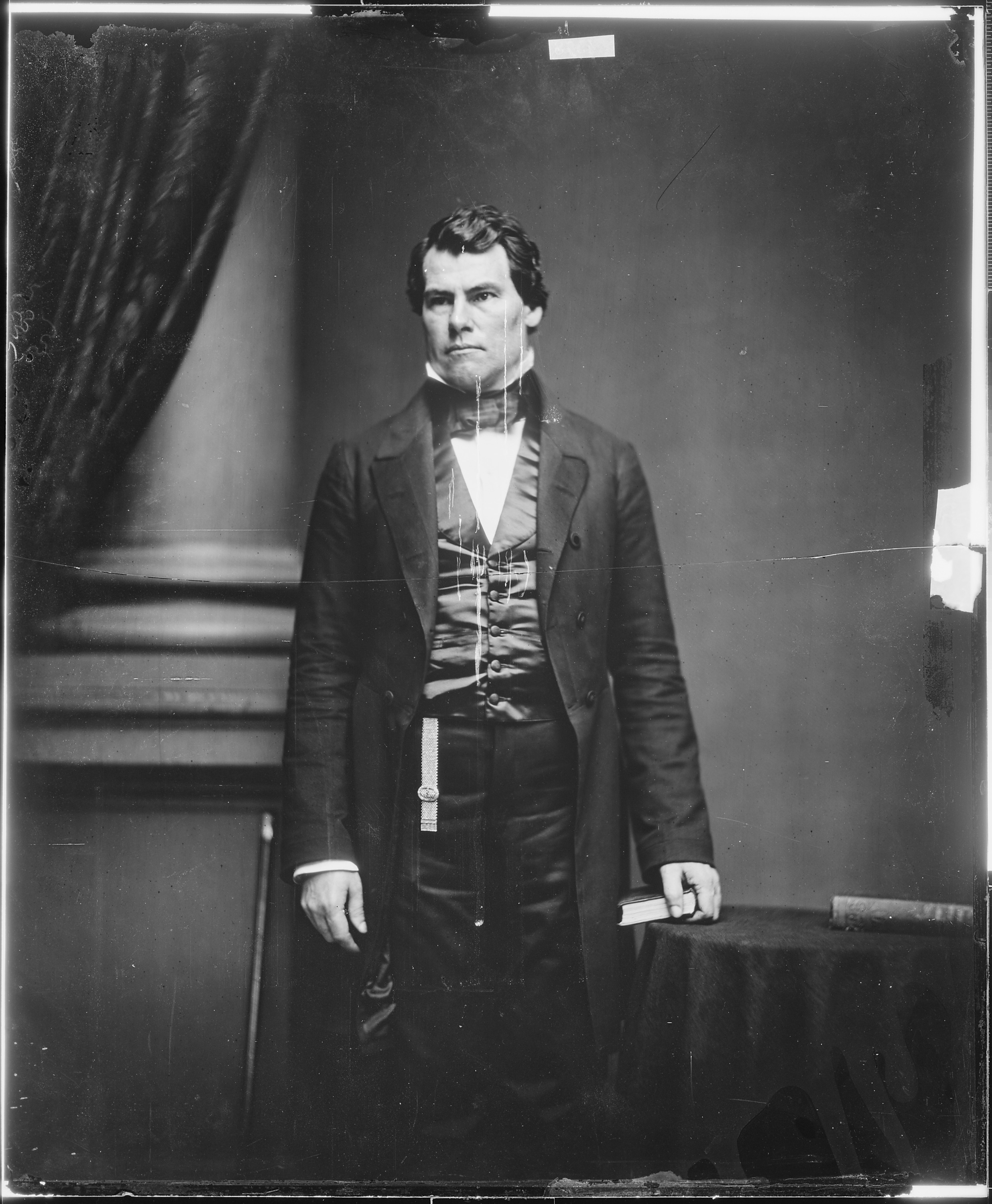
John H. Reagan (ca. 1858)

Janis Joplin (live in Brasilien, 1970)

Entsprechend der Größe der Region sowie ihrer historischen Bedeutung gibt es viele prominente Persönlichkeiten, die ihr entweder entstammten oder einen Großteil ihres Lebens darin verbrachten. Speziell in der Phase der angelsächsischen Besiedlung sowie der nach dem Unabhängigkeitskrieg begründeten Republik Texas war die „Dichte“ an bekannten Gründerfiguren recht hoch. Sam Houston etwa, ursprünglich aus Virginia stammend, lebte bis 1835 in Nacogdoches. Kurzzeitig – von Herbst 1835 bis zum Spätwinter 1836 – lebte dort auch der aus Tennessee stammende Unabhängigkeitskämpfer und ehemalige Abgeordnete des US-Repräsentantenhauses Davy Crockett. Ebenfalls seinen Wohnsitz in der nach Eigenangaben ältesten Stadt von Texas hatte Thomas Jefferson Rusk, Politiker, von Mai bis Oktober 1836 Oberbefehlshaber der Texanischen Armee sowie ein früher Befürworter des Anschlusses von Texas an die USA. Weitere osttexanische Politiker aus der Pionier-Ära sind John Henninger Reagan, Politiker und Postminister der Konföderation während des Bürgerkriegs (Anderson County), der Politiker Matthias Ward (Red River County) sowie Louis Wigfall, Politiker und Brigadegeneral der Konföderierten (Nacogdoches County).
Regelmäßig hatten Vertreter aus der Region auch das oberste Amt im Bundesstaat inne. Gouverneure mit osttexanischen Wurzeln waren unter anderem: James Pinckney Henderson (erster Gouverneur des US-Bundesstaats Texas; San Augustine County), George T. Wood (San Jacinto County und Liberty County), Jim Hogg (Rusk County), Ross S. Sterling (Chambers County), Allan Shivers (geboren in Lufkin), Mark White und Ralph Yarborough (beide: Henderson County) und Price Daniel (Liberty County). Als Senatoren oder Repräsentantenhaus-Mitglieder vertraten den Bundesstaat unter anderem Horace Chilton (Tyler) sowie Morris Sheppard (Morris County). Sheppard, der zu den entschiedenen Befürwortern der Prohibition zählte, brachte im Senat den zu ihrer Einführung geschaffenen 18. Verfassungszusatzartikel ein. Aus Osttexas stämmig ist darüber hinaus der Unternehmer und ehemalige Präsidentschaftskandidat Ross Perot (Texarkana). Aus Pittsburg im Camps County schließlich stammt Louie Gohmert (Republikaner), langjähriger und 2016 wiedergewählter Kongressabgeordneter für den 4. Wahlbezirk von Texas.
Bekannte Musiker mit osttexanischen Wurzeln sind: der Swing-Trompeter Harry James (Beaumont), die Rocksängerin Janis Joplin (Port Arthur), der Bluesrock-Gitarrist Johnny Winter und sein Bruder Edgar Winter (Beaumont), der Blues-Musiker Freddie King (Upshur County), der Country-Musiker Mark Chesnutt (Beaumont), der Rockabilly-Crooner Johnny Horton und die Singer-Songwriterin Michelle Shocked (Gilmer). Weitere Musiker und Musikerinnen, die aus der Region stammen, sind: George Jones (Saratoga), Miranda Lambert (Lindale), Kacey Musgraves (Mineola), Neal McCoy (Longview und Jacksonville), Lee Ann Womack (Jacksonville), Don Henley (Linden), Ray Price (Perryville), Johnny Mathis (Gilmer), Tex Ritter (Panola County), Jim Reeves (ebenda), Tracy Byrd (Vidor), Clay Walker (Beaumont) und Chris Tomlin (Grand Saline).
Bekannte Schauspieler, die in der Region geboren sind oder dort leben, sind unter anderem Sissy Spacek (Wood County), der 1980 von Südtexas nach Longview gezogene Matthew McConaughey sowie Jamie Foxx (Kaufman County). Überregionalen Bekanntheitsgrad genießt auch der Regisseur Richard Linklater. Er absolvierte sein Studium in Bellaire und Huntsville. Aus Gladewater im Upshur County stammt der Krimi-Autor Joe R. Lansdale – ein Autor, der auch die Handlungen seiner Romane oftmals in der Region ausiedelt. Einer der bekanntesten Sport-Größen aus der Region ist der ehemalige Boxweltmeister George Foreman; er wurde in Marshall (Harrison County) geboren. Weitere überregional bekannte Sportler aus Osttexas sind Adrian Peterson (American Football, Anderson County) und Jay Bruce (Baseball, Beaumont).

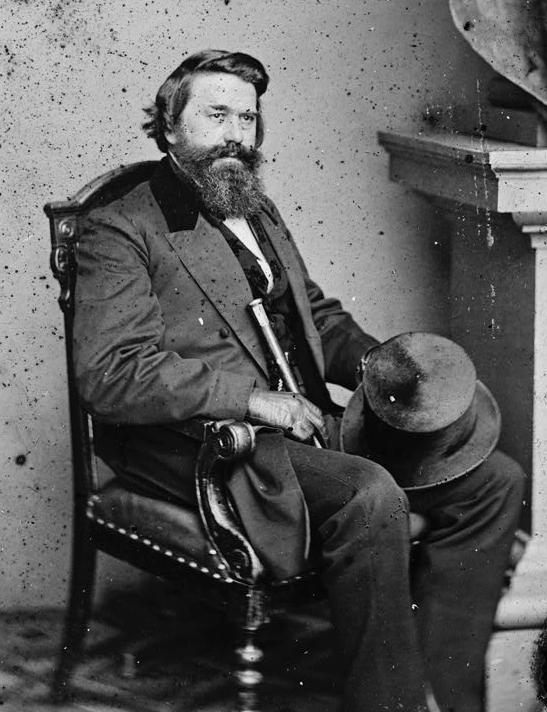
Louis T. Wigfall
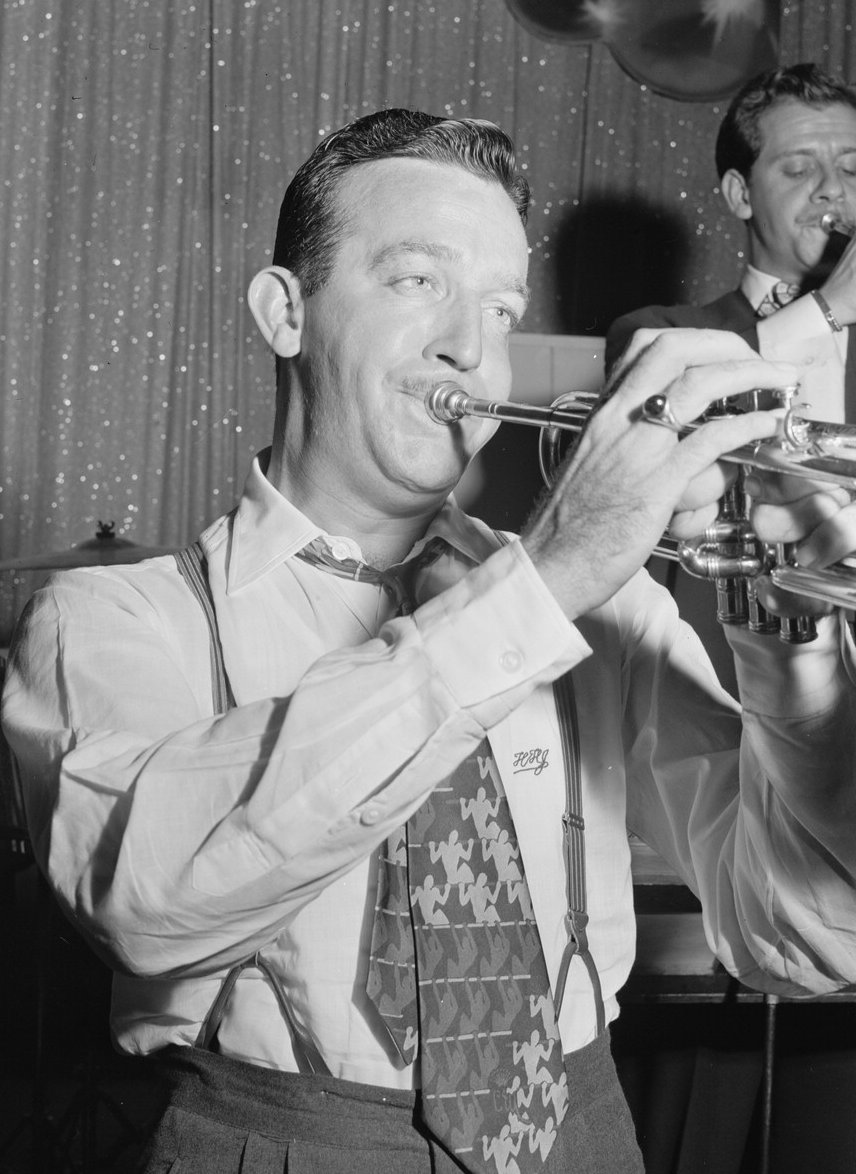
Harry James
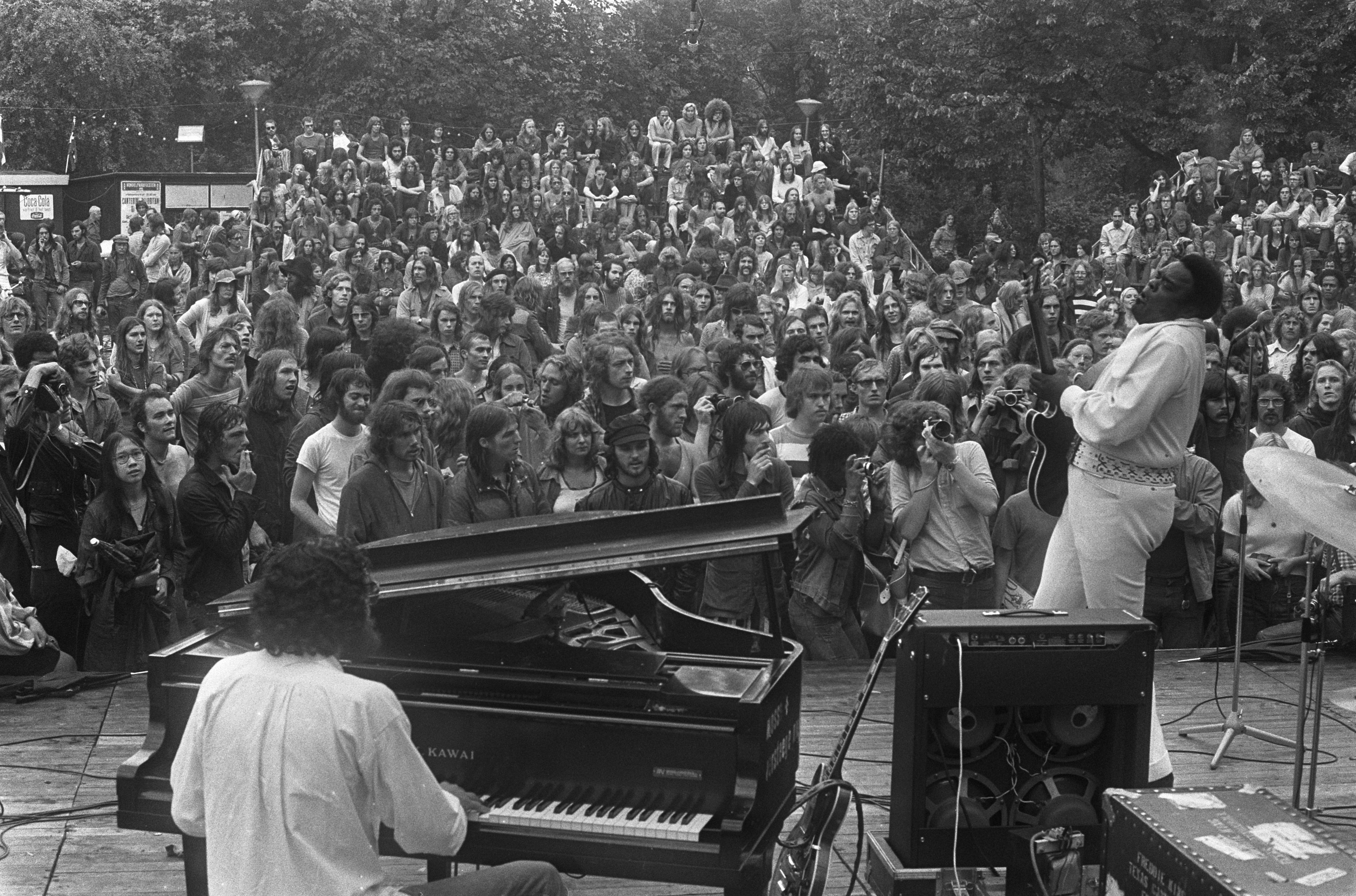
Freddie King
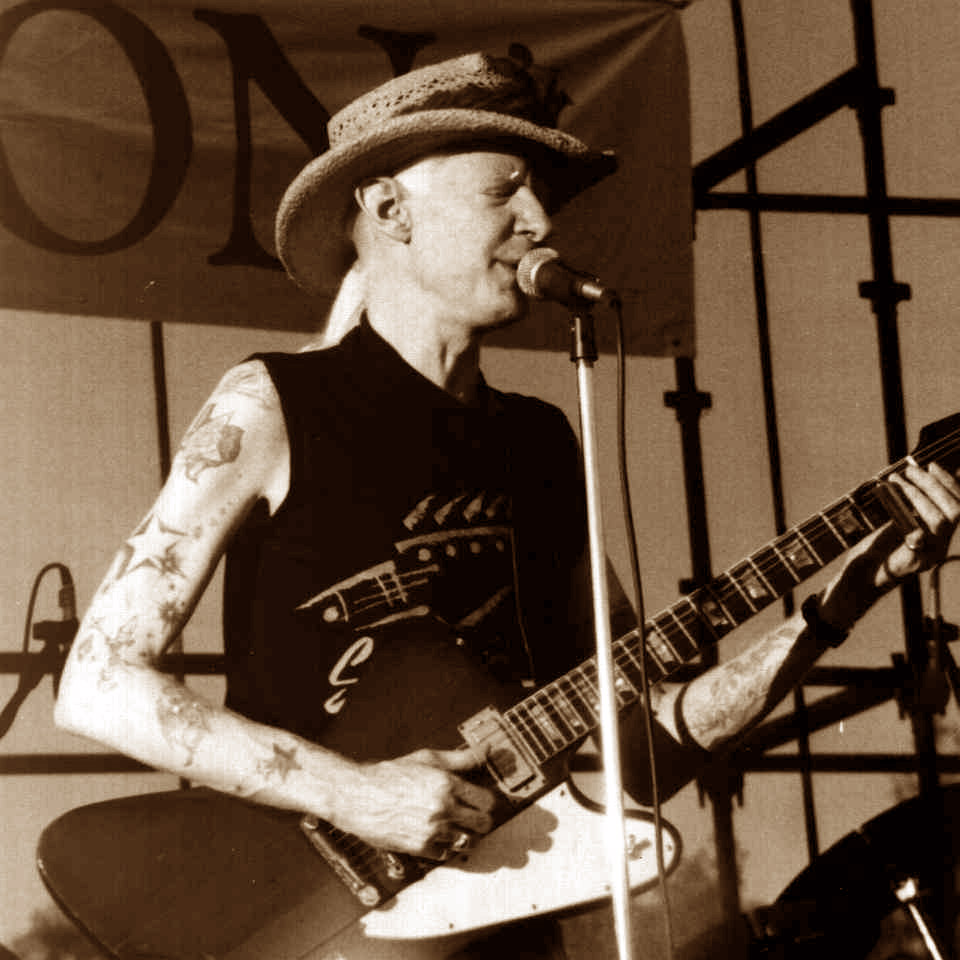
Johnny Winter
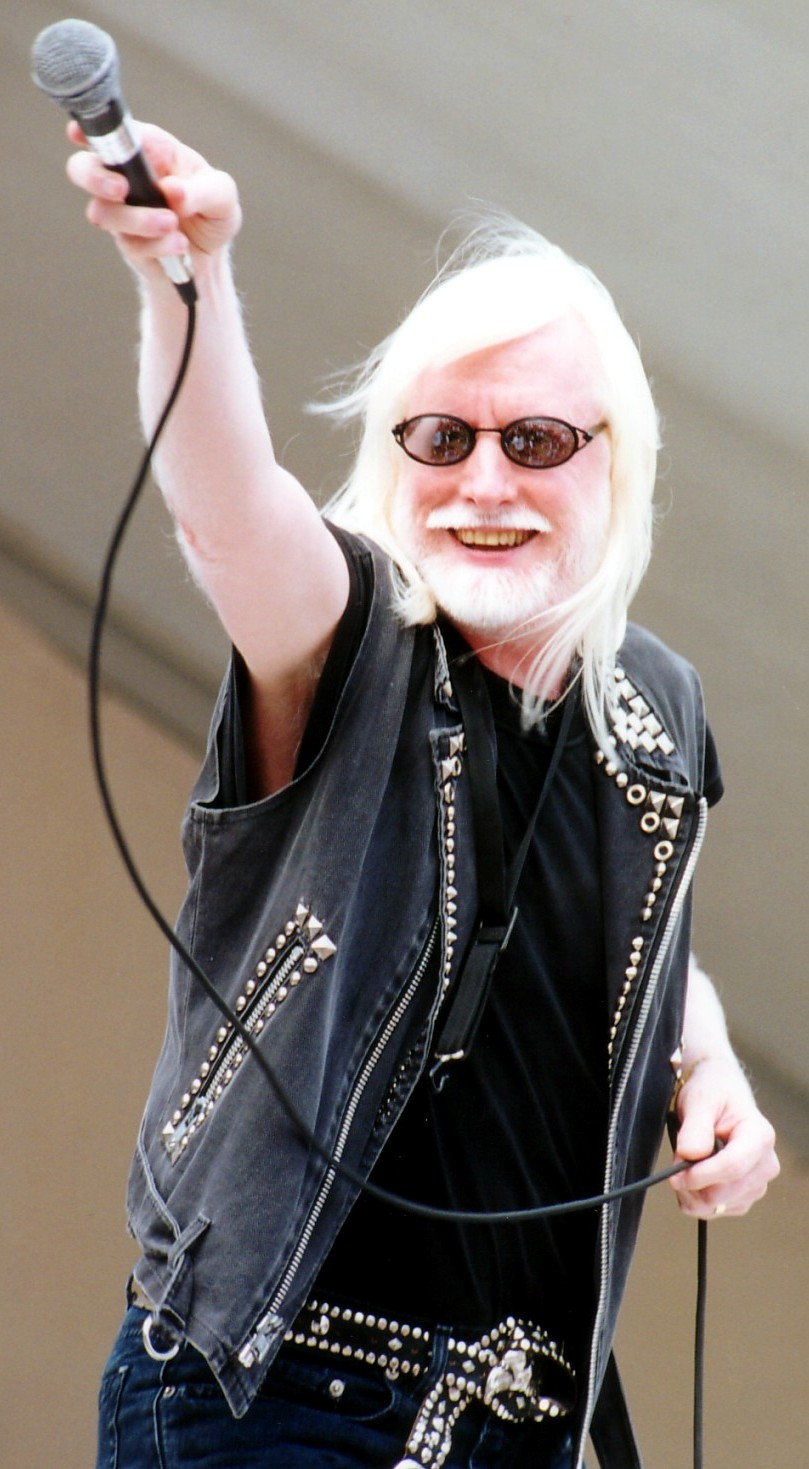
Edgar Winter
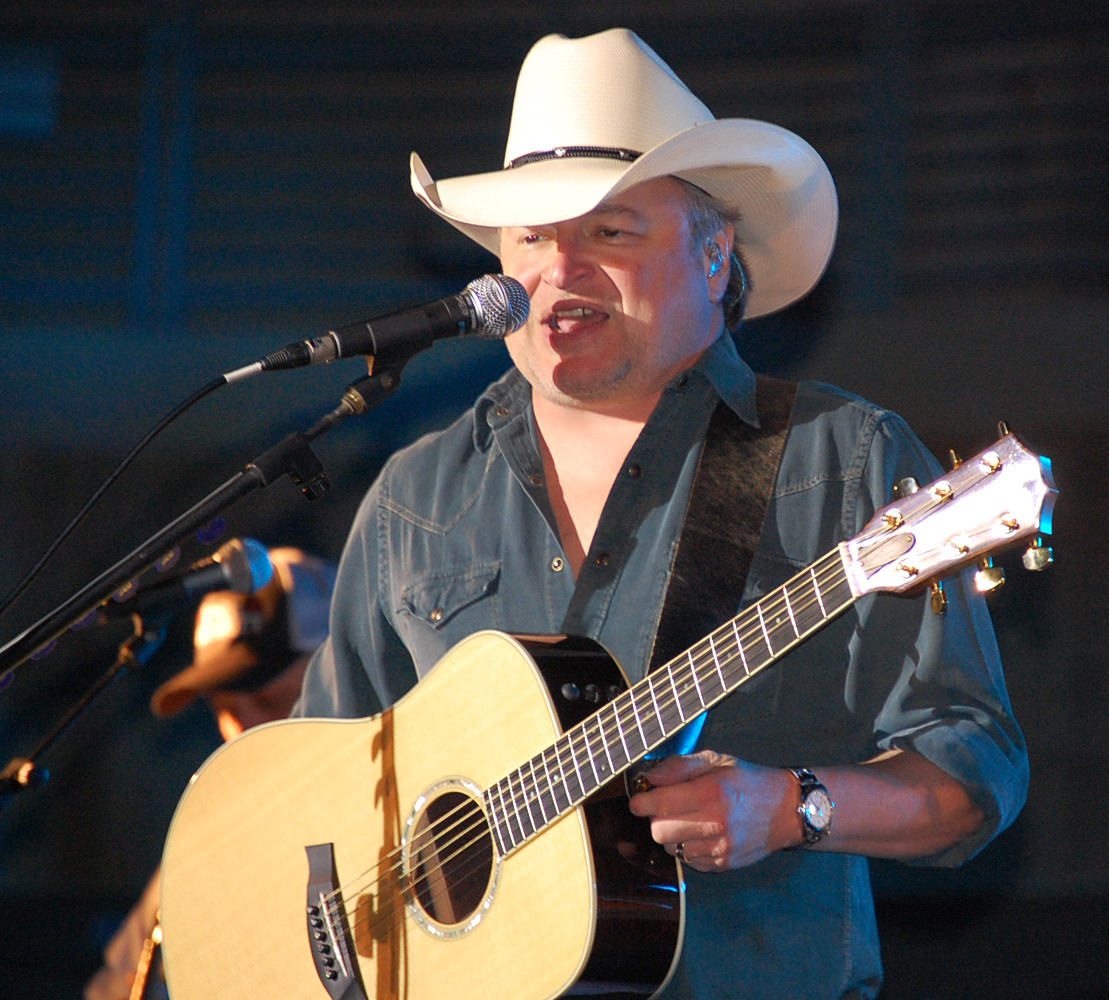
Mark Chestnutt
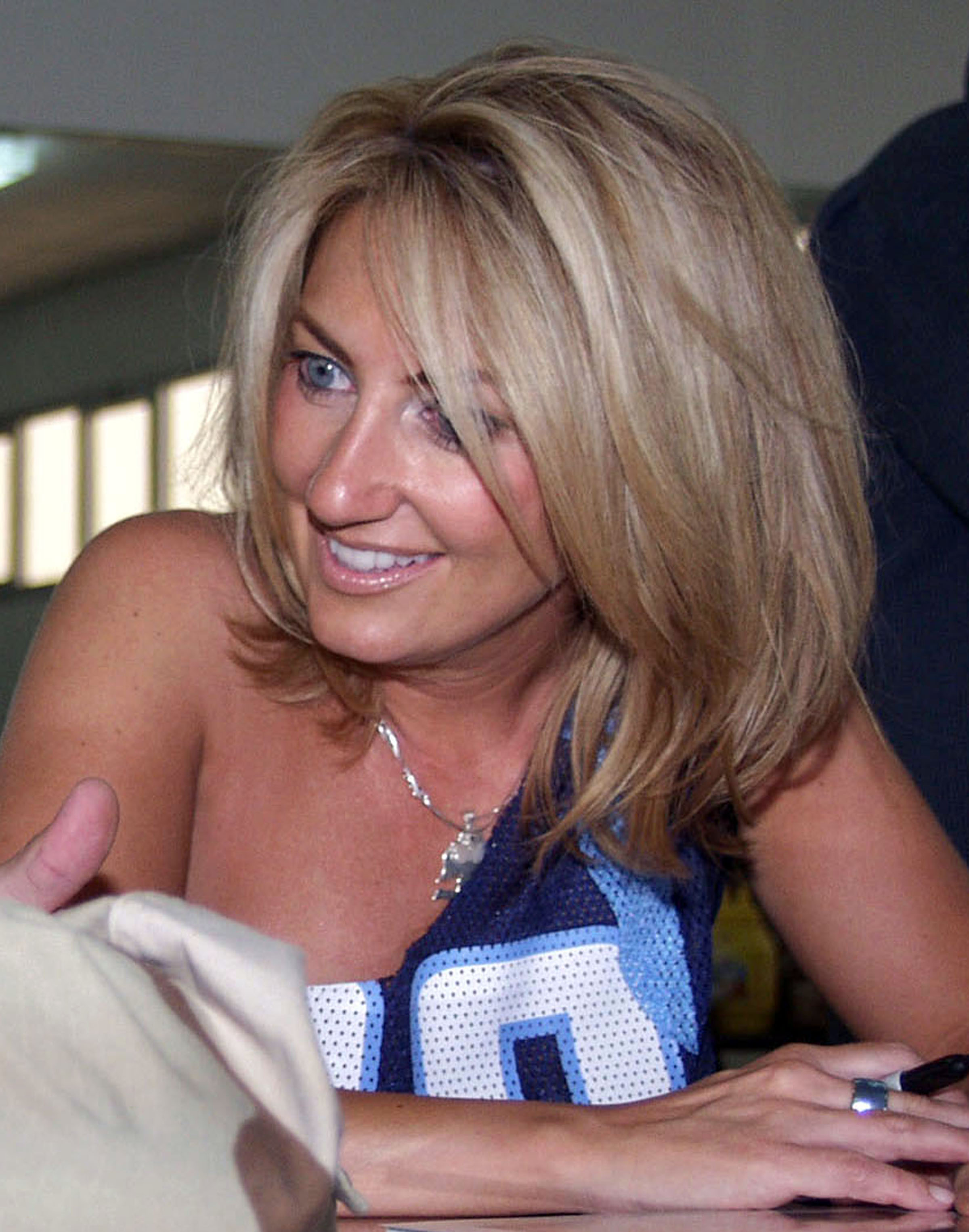
Lee Ann Womack
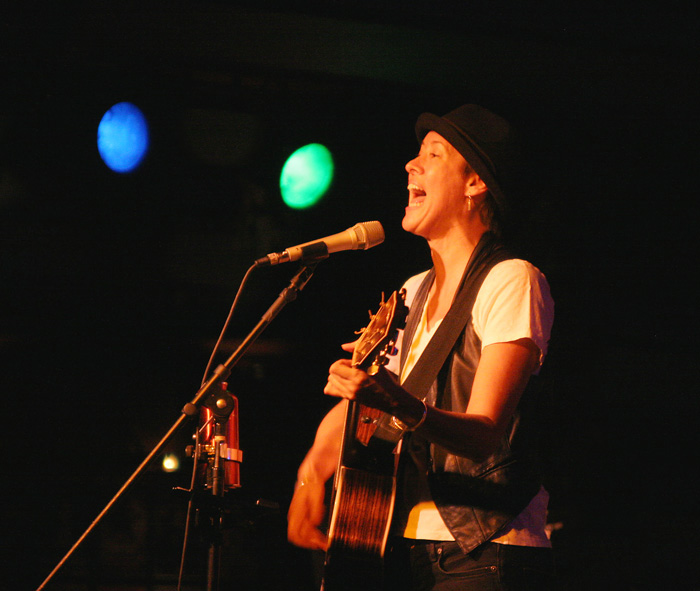
Michelle Shocked
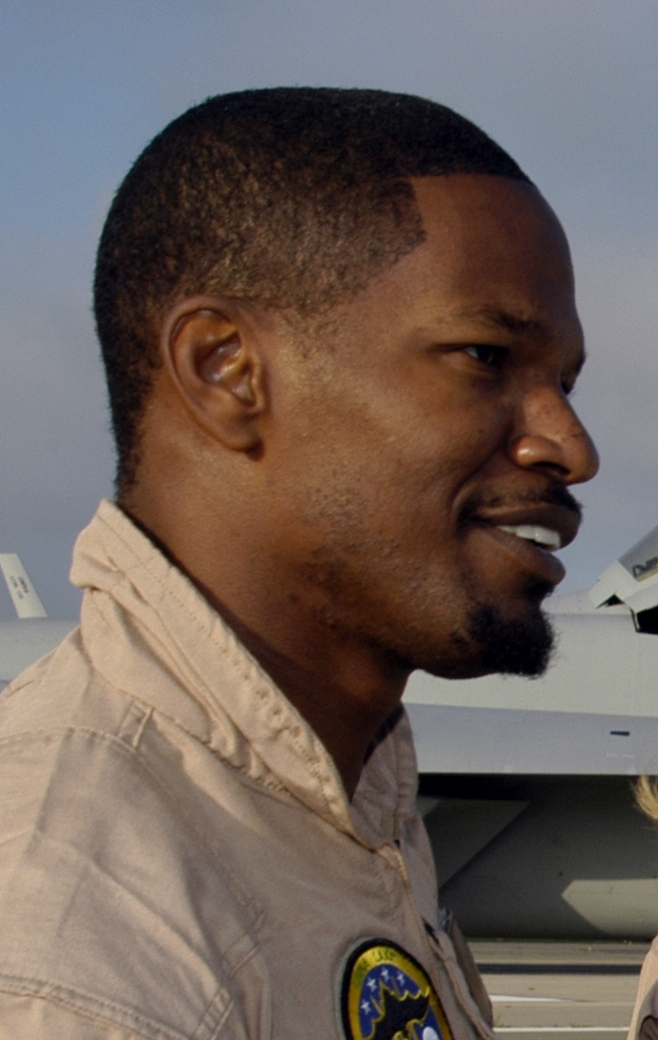
Jamie Foxx
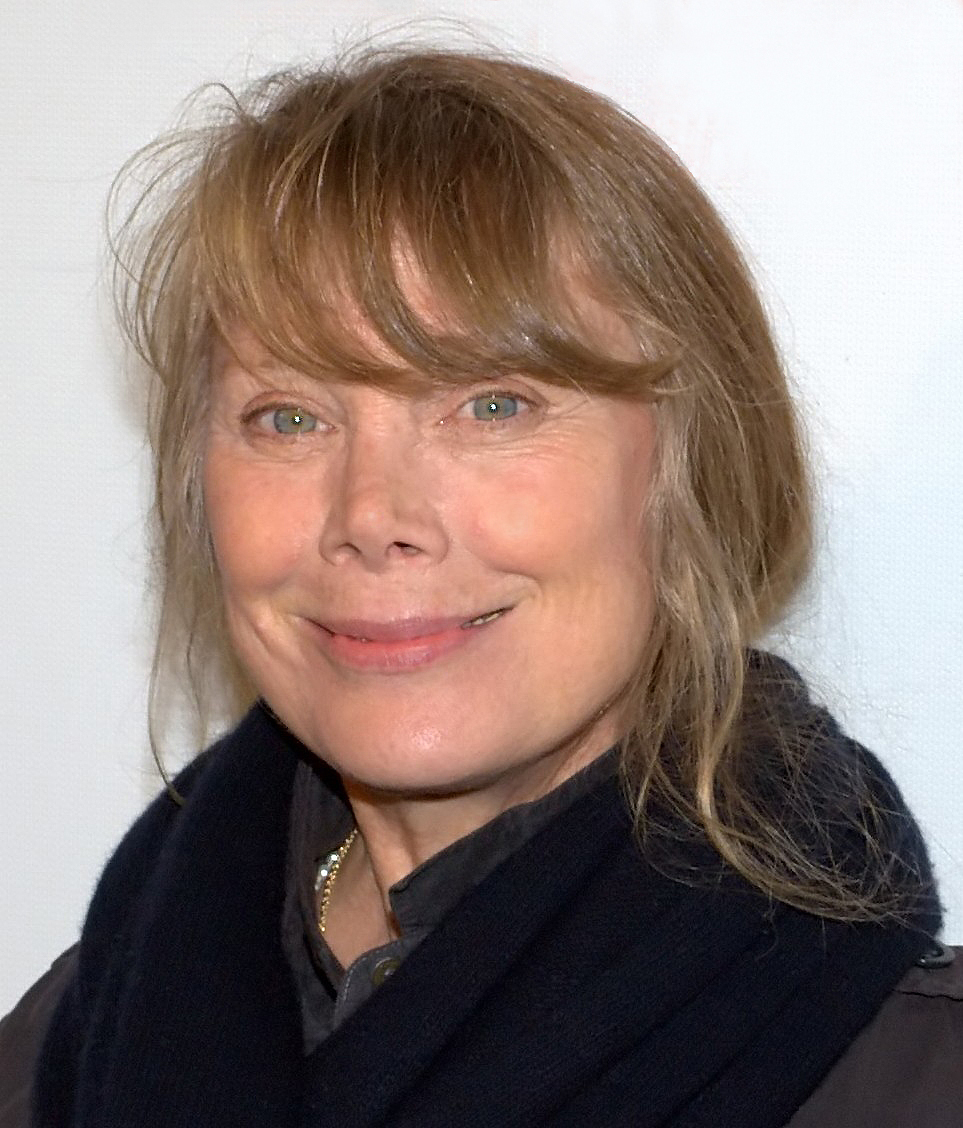
Sissy Spacek
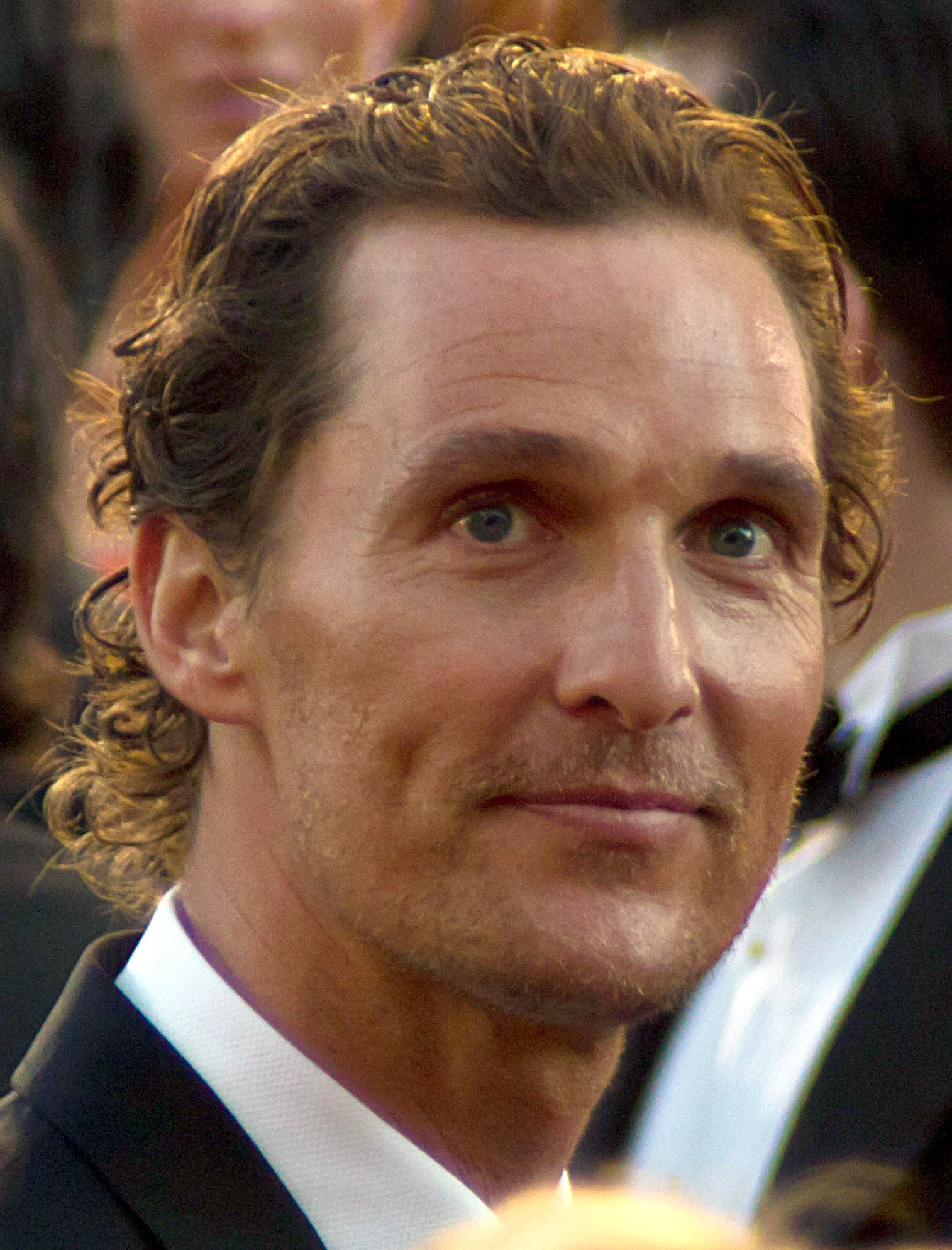
Matthew McConaughey
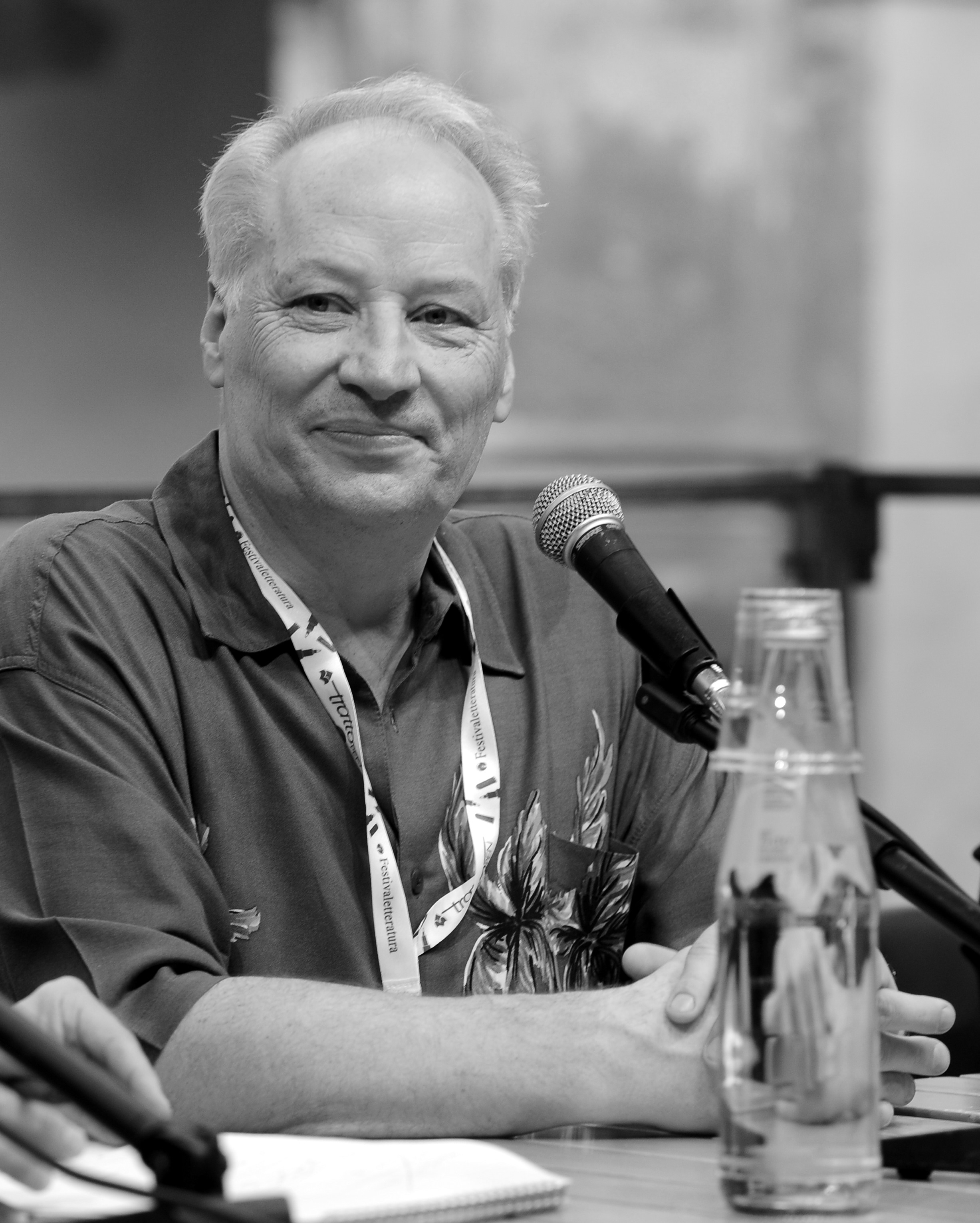
Joe R. Lansdale
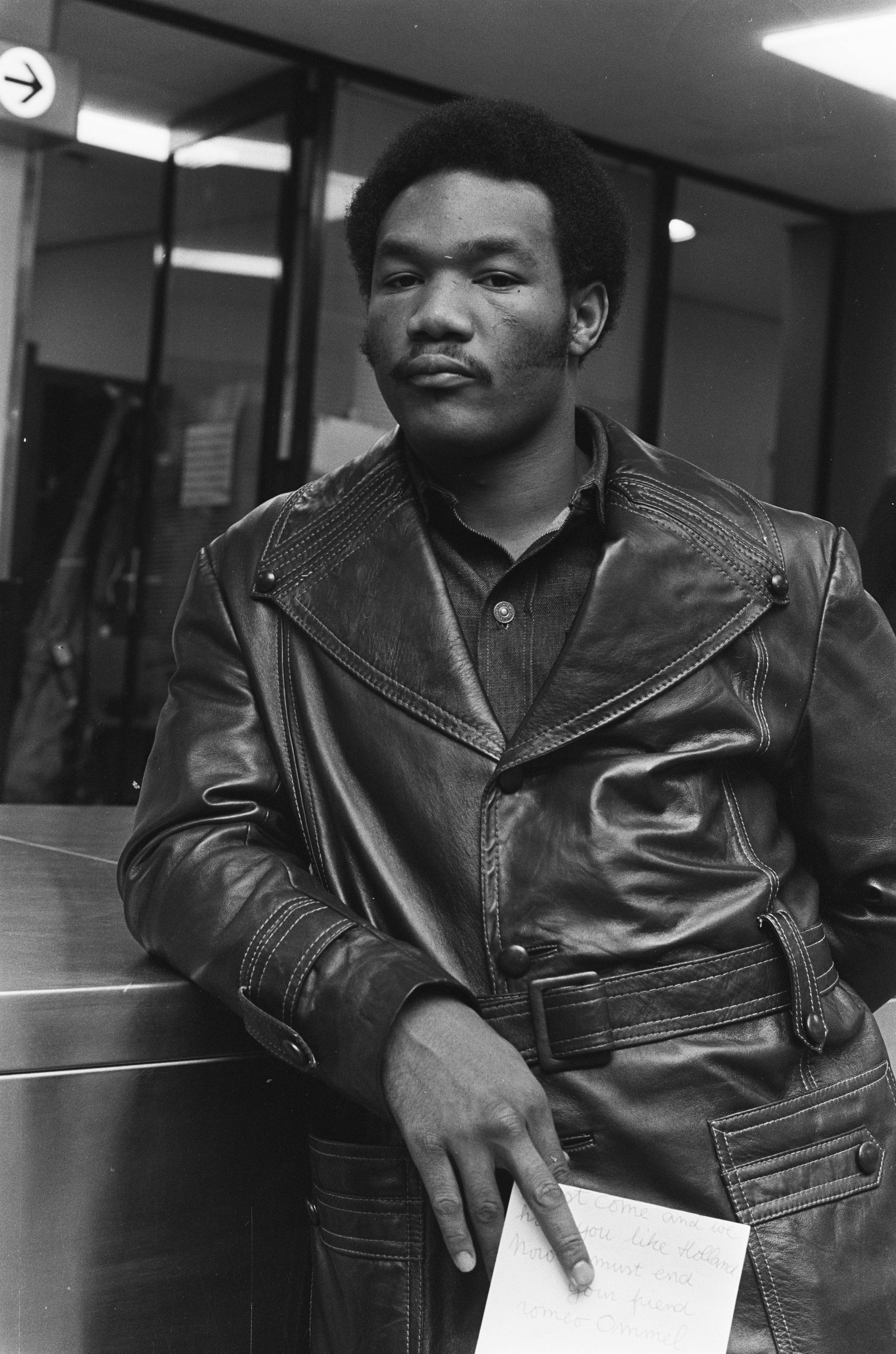
George Foreman
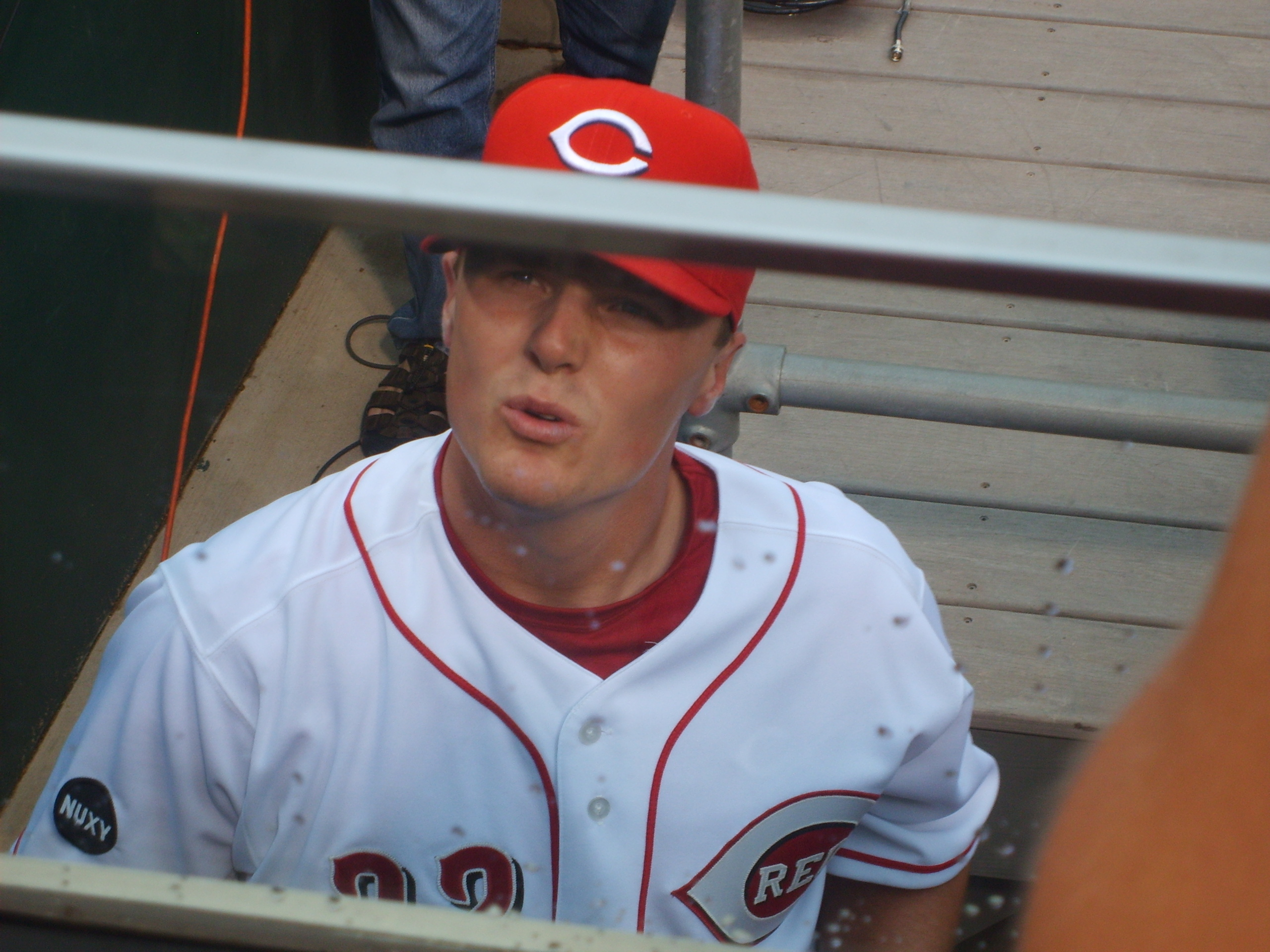
Jay Bruce